# Geschichte Ostfrieslands

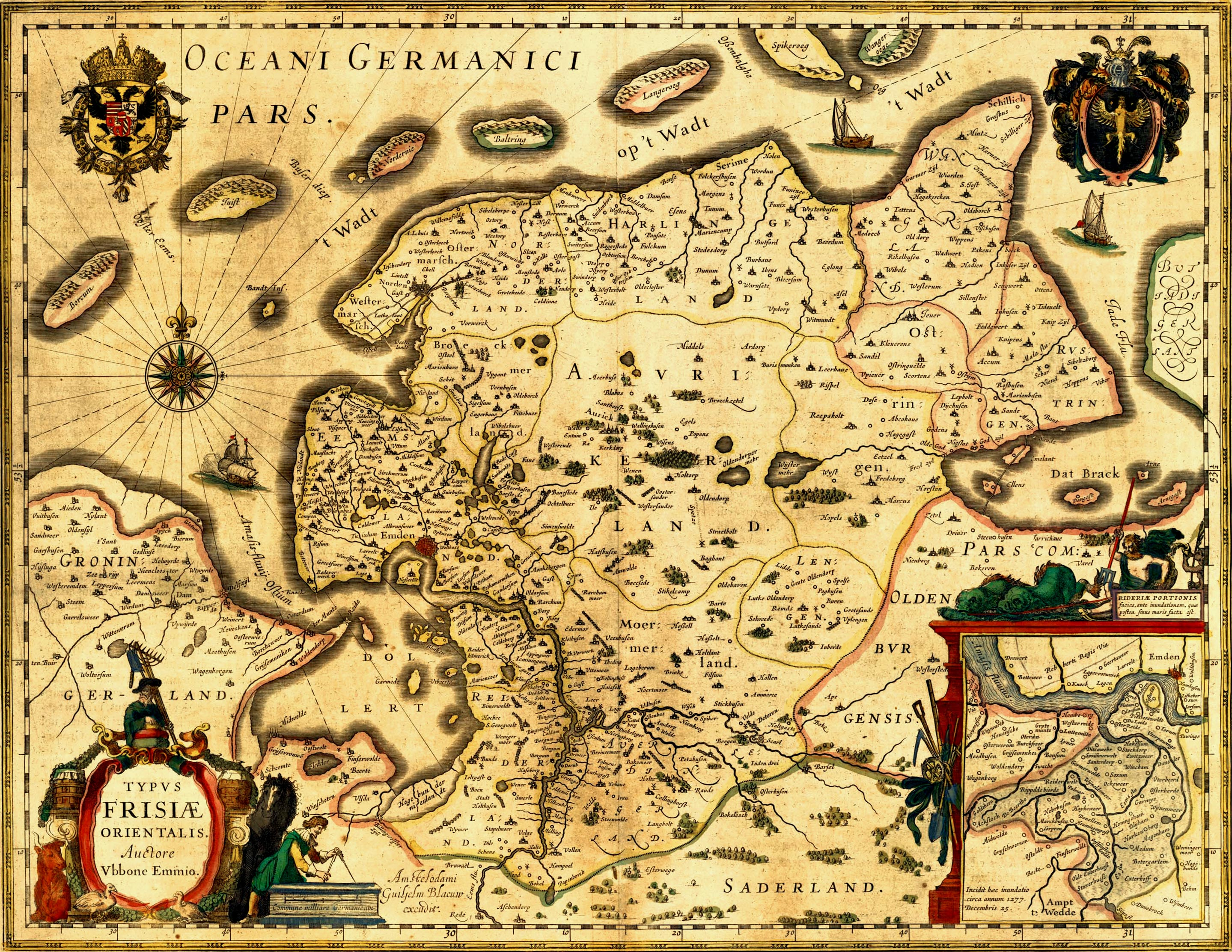
Ostfriesland um 1600, gezeichnet von Ubbo Emmius

Die Geschichte Ostfrieslands hat eine teils recht eigenständige Entwicklung innerhalb Deutschlands genommen, weil die Region durch große Moore im Süden des Landstrichs bei gleichzeitiger Hinwendung zur See über Jahrhunderte relativ isoliert war. So war in Ostfriesland im Mittelalter der Feudalismus nur wenig ausgeprägt, stattdessen entstand das Gefolgschaftssystem der Friesischen Freiheit. Erst 1464 wurde das Haus Cirksena mit der Reichsgrafschaft Ostfriesland belehnt. Der Absolutismus blieb in Ostfriesland jedoch unbekannt. In den zwei Jahrhunderten nach etwa 1500 machte sich ein spürbarer Einfluss der Niederlande bemerkbar – politisch, wirtschaftlich und kulturell. 1744 verlor die Grafschaft ihre Selbstständigkeit innerhalb des Heiligen Römischen Reichs und gehörte fortan zu Preußen, nach dem Wiener Kongress (1815) zum Königreich Hannover, ab 1866 wiederum zu Preußen und seit 1946 zu Niedersachsen.
Prägend ist auch der Jahrhunderte währende Kampf gegen die Fluten der Nordsee. In dem flachen Land an der Küste begannen die Menschen um das Jahr 1000, sich durch die Anlegung von Warften und Deichen gegen die Fluten zu schützen. Dabei kam es jedoch immer wieder zu schweren Rückschlägen in Form von verheerenden Sturmfluten, die zu Deichdurchbrüchen, Überschwemmungen und Landverlusten führten.
Fortschritte in der landwirtschaftlichen Nutzung waren durch verbesserte Melioration der Marschen und die planmäßige Urbarmachung der Moore (ab 1633) zu verzeichnen. Der Handel, insbesondere der Seehandel, hat zu fast allen Zeiten eine wichtige Rolle gespielt. So war die Stadt Emden um 1600 eine bedeutende Hafenstadt in Europa und entwickelte sich zugleich zu einem Hort des Calvinismus. Landwirtschaft und Fischerei waren über Jahrhunderte die wichtigsten Erwerbszweige. Die Industrialisierung hingegen fand erst spät statt.

## Geschichte

### Frühgeschichte

#### Steinzeit

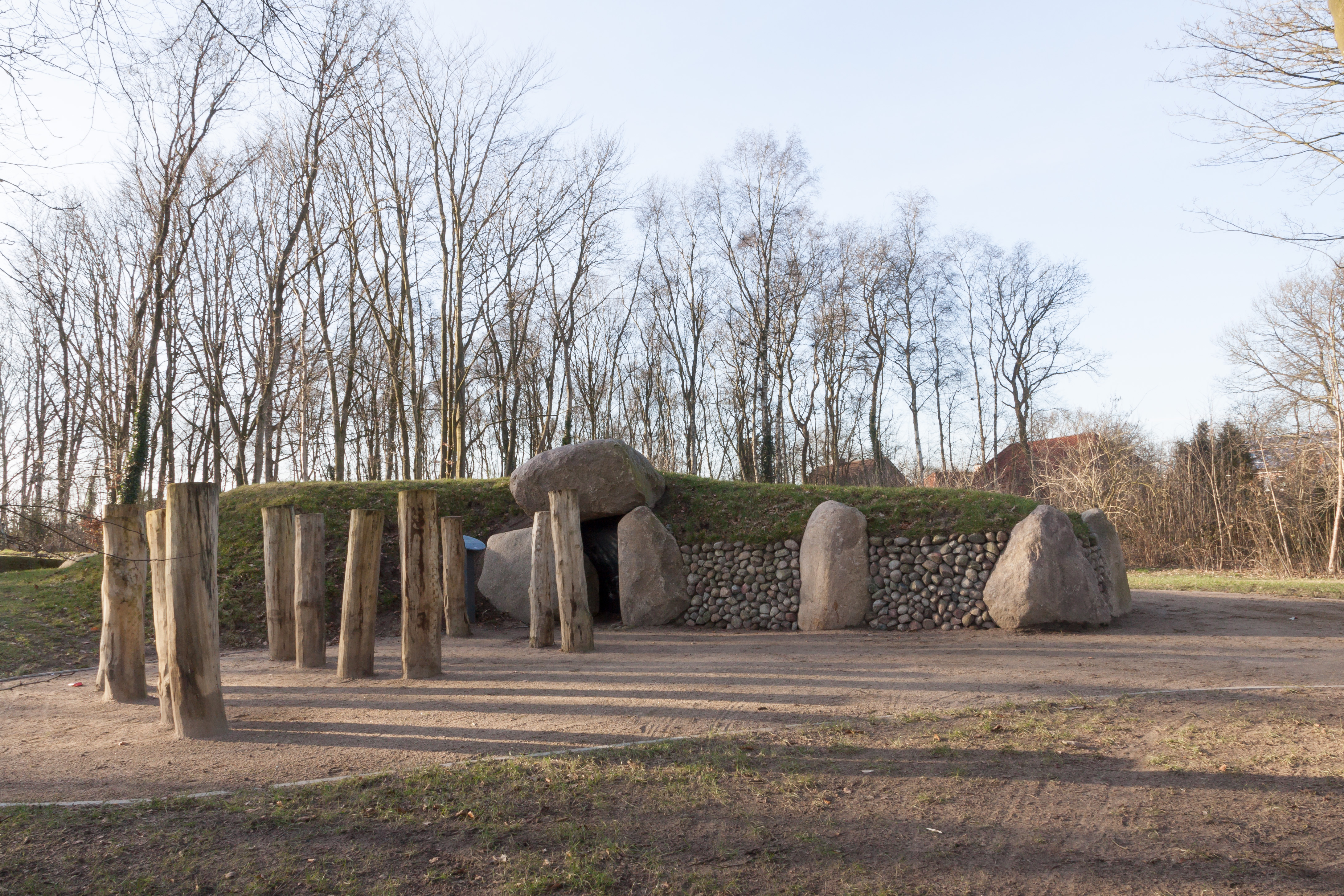
Die rekonstruierte Grabkammer des Großsteingrabes Tannenhausen

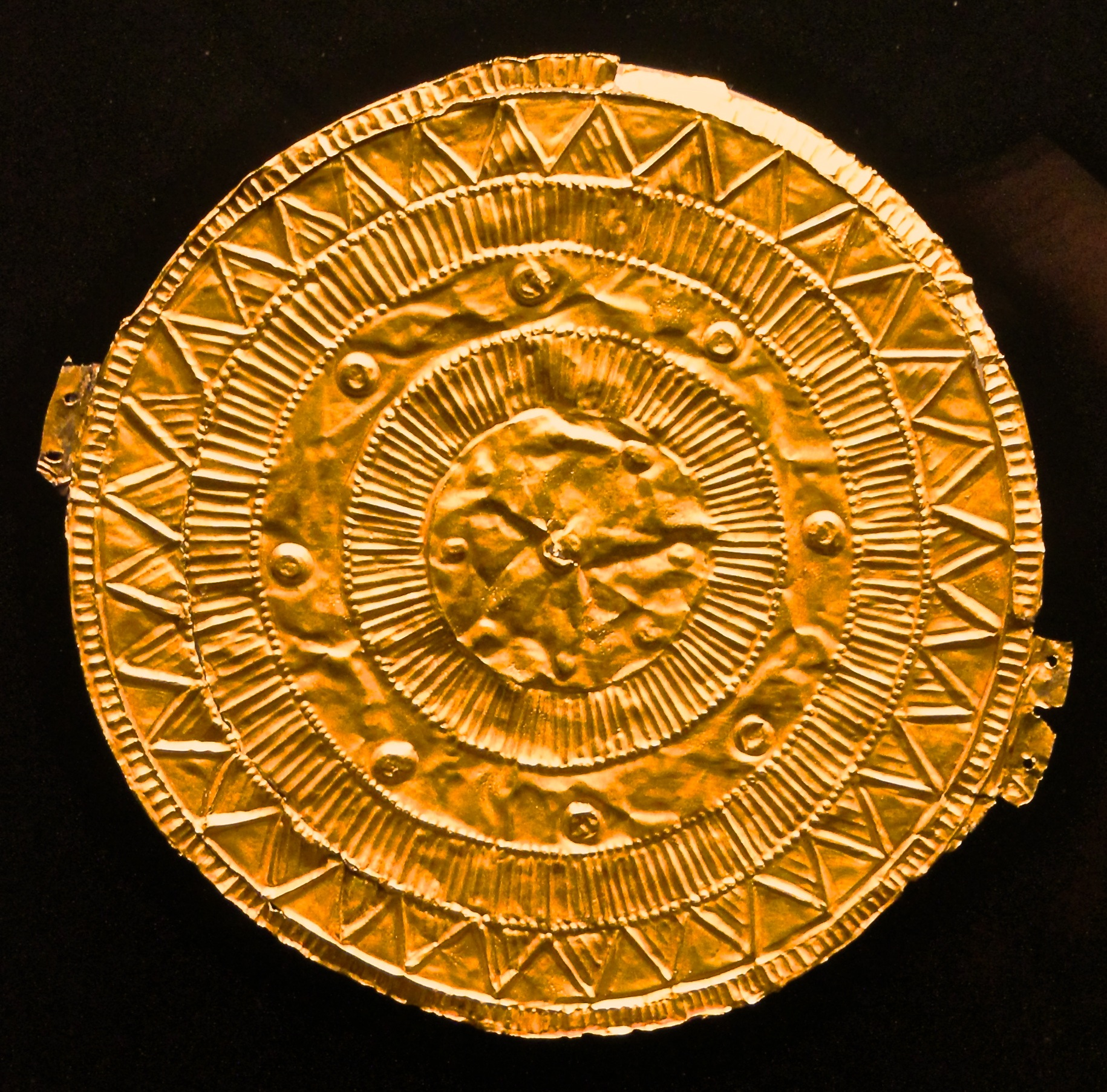
Die Sonnenscheibe von Moordorf, Gold, Durchmesser: 145 mm, Höhe: 0,14 mm, Gewicht: 36,17 g, Landesmuseum Hannover

Vielleicht das älteste Artefakt, das menschliche Anwesenheit schon im jüngeren Mittelpaläolithikum, also der Zeit der Neandertaler erweist, ist ein blattförmiger, 12,5 cm langer Schaber aus Holtland im Landkreis Leer. Auch der Faustkeil aus Neulorup bei Friesoythe stammt aus dieser Epoche, ebenso wie Faustkeile aus Westfriesland. Zeitlich lassen sich diese frühesten Werkzeuge allerdings nicht genauer einordnen.
Früheste Spuren menschlicher Anwesenheit finden sich erst wieder von jungpaläolithischen Rentierjägern der Hamburger Kultur. Es folgen mesolithische Fundorte und später Nachweise neolithischer Siedlungen der Glockenbecherkultur, der Megalithkultur und der Schnurkeramischen Kultur. Auf Spiekeroog und Baltrum fanden Hobbyarchäologen 2016 und 2018 zwei menschliche Kieferknochen. Sie sind 7500 und 5500 Jahre alt und die ältesten bis dato gefundenen menschlichen Überreste im Gebiet der südlichen Nordsee. Der Spiekerooger Unterkiefer stammt von einem ca. 40-jährigen Mann, der im 6. Jahrtausend vor Christus lebte, also noch zu Zeiten der Jäger und Sammler. Der Unterkiefer von Baltrum gehörte ebenfalls zu einem männlichen Erwachsenen, der allerdings etwa 2000 Jahre später lebte, also in der Übergangszeit zu den ersten bäuerlichen Kulturen an der Nordseeküste.
Überregional bedeutende Funde aus der Frühzeit bäuerlicher Kultur sind die älteste Brandbestattung Nordwestdeutschlands (datiert auf 2700–2900 v. Chr.) und der Pflug von Walle von etwa 1000 v. Chr. geschätzt. Eine genaue Datierung des Fundes steht noch aus.
Die ältesten Funde menschlicher Besiedelung in Ostfriesland wurden bei Hesel gemacht. Dort wurden unter anderem Reste einer Kultstätte entdeckt. Aus der Jungsteinzeit liegt eine Reihe von Steinwaffen und Keramiken vor. Hünengräber (Utarp und Tannenhausen) und Funde von Steinbeilen stammen aus der Zeit der Megalithkultur. Den bedeutendsten Fund aus der Bronzezeit stellt die Goldscheibe von Moordorf dar. Die Bevölkerung dünnte sich mit der Versumpfung der Landschaft merklich aus.

#### Germanische Stämme
Eine Neubesiedlung fand erst im zweiten Jahrhundert vor Christus statt. Die Siedler aus dem Großverband der germanischen Ingwäonen kamen wahrscheinlich aus Jütland und Skandinavien. Plinius der Ältere nennt Chauken und Friesen aus dem Großverband der Ingwäonen. Dabei kann bis heute nicht geklärt werden, ob die erwähnten Ur-Friesen („Frisii“) germanischen Ursprungs waren oder erst durch den Zuzug germanisiert wurden.
Während ursprünglich Chauken das Gebiet zwischen Ems und Weser bewohnten, begannen etwa um die Zeitenwende Friesen langsam in diesen Raum vorzudringen. Die Chauken wurden von ihnen teils verdrängt, teils in ihren Stammesverband aufgenommen. Seit dem zweiten Jahrhundert wurden die Chauken nicht mehr erwähnt. Ob sie im Stammesverband der Sachsen oder dem der Franken aufgingen, ist unklar. Von der Landseite her drängten sächsische Stämme in die Geestgebiete vor. Die späteren Ostfriesen gingen aus der Vermischung dieser Gruppen hervor.
Die Grenze zwischen Friesen und Chauken hatte sich quer durch Ostfriesland gezogen. Es wird angenommen, dass Orte, deren Namen auf -um (früher -hem) enden, friesische Siedlungen waren (zum Beispiel Jemgum, Bingum, Petkum, Borssum), Orte auf -ens hingegen chaukischen Ursprungs sind (zum Beispiel Esens, Wiesens, Popens, Schortens).

#### Römische Erkundungszüge und Siedlungen
12 v. Chr. erreichten die Römer unter ihrem Feldherrn Drusus erstmals Ostfriesland. Wenige Jahre später ankerte Germanicus in der Amisia (Ems). Der möglicherweise zur Versorgung und zum Schutz der Schiffe genutzte Fundplatz Bentumersiel (heute Gemeinde Jemgum) zählt zu den wenigen Orten in Niedersachsen, in denen Funde auf die Anwesenheit römischer Legionäre zu Beginn des 1. Jahrhunderts n. Chr. hinweisen. Bis 28 n. Chr. blieb Friesland Teil des Römerreiches, und im Jahr 47 wurde das Land erneut unterworfen. Doch der Kaiser befahl dem Befehlshaber Gnaeus Domitius Corbulo wieder abzuziehen.
Einem Bericht des Tacitus zum Jahr 58 n. Chr. zufolge waren die Friesen „mit ihrem gesamten Volk“ in den breiten, zu dieser Zeit weitgehend menschenleeren Grenzstreifen rechts des unteren Niederrheins gezogen und hatten dort bereits mit der Bodenbearbeitung und dem Bau von Häusern begonnen. Doch die nach Rom geschickten Gesandten erhielten dort, obwohl sie auf die verschwenderisch freien Flächen verwiesen, nicht die Erlaubnis des Kaisers, dort zu siedeln. Daraufhin lösten römische Einheiten den Ansiedlungsversuch auf. Die Friesen beteiligten sich ein Jahrzehnt später am erfolglosen Bataveraufstand.

### Mittelalter (bis 1464)

#### Völkerwanderung, Heerkönige, gescheiterte Christianisierung

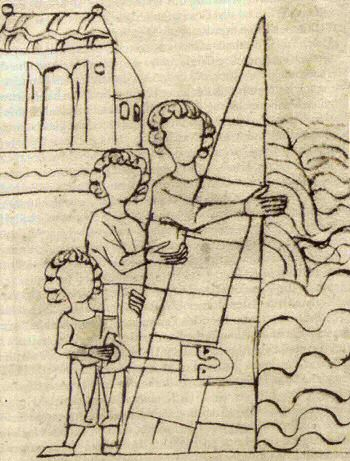
Darstellung des Deichbaus im Oldenburger Sachsenspiegel

Mit dem Niedergang des Weströmischen Reiches versiegen vom 4. bis zum 7. Jahrhundert die Schriftquellen über die Region.
Für das 5. und 6. Jahrhundert gibt es wenige archäologische Funde, was darauf hindeutet, dass es in dieser Zeit zu einem starken Rückgang der Besiedlung kam. Ursache dafür könnte ein Anstieg des Meeresspiegels und die dadurch bedingte Überflutung der Marsch und die Vernässung der Geest sein. Wahrscheinlich ist, dass ein Teil der Bevölkerung mit den Sachsen, Angeln und weiteren germanischen Völkern nach England übersetzte. Eine der wenigen Ausnahmen, die für eine kontinuierliche Besiedelung der Region sprechen, ist der Runensolidus von Schweindorf.
In der Völkerwanderungszeit wurde die im östlichen Ostfriesland ansässige Bevölkerung der Chauken vermutlich in den föderativen Stammesverband der Sachsen eingegliedert. Auf eine kulturelle Annäherung deuten Funde neuer Keramikformen hin, die aus dem Gebiet westlich der Weser stammen, wo in dieser Zeit die Sachsen lebten. Zeugnisse kriegerischer Auseinandersetzungen, etwa Brandhorizonte, fehlen hingegen.
Im 7. und 8. Jahrhundert begann eine Neubesiedlung im Rahmen einer Expansion des friesischen Siedlungsgebiets. Diese reichte im Westen bis zur Sincfal (nördlich von Brügge) und umfasste Südholland, Utrecht und Westgelderland. Seit dem 8. Jahrhundert wurden auch Wursten und die nordfriesischen Inseln besiedelt, und später das gegenüberliegende Festland. Funde aus dieser Zeit deuten darauf hin, dass die Siedler aus den friesischen Gebieten westlich der Lauwers stammten.
Bis zu den ersten Deichbauten war eine Besiedlung nur in höher gelegenen Geestgebieten und auf sogenannten Warften im häufig von der Nordsee überfluteten Marschland möglich. Ab etwa 1000 n. Chr. ermöglichten Deichbauten, die gesamte Marsch zu besiedeln. Hierauf spielt der Sinnspruch Deus mare, Friso litora fecit (Gott schuf das Meer, der Friese die Küsten) an.
Zwischen 650 und 700 entstand ein friesisches Heerkönigtum, das gelegentlich immer noch als Großreichsbildung missverstanden wird. Unstreitig ist, dass diese Heerkönige sich gegen die fränkische Expansion (und die damit einhergehende Christianisierung) zur Wehr setzten, was wohl weite Teile des heutigen Westfrieslands, Ostfriesland und Gebiete bis zur Weser zusammenführte (Magna Frisia). Der erste überlieferte Name eines Heerkönigs ist Aldegisel, der offenbar ab 678 den christlichen Missionar Wilfrid unterstützte. Sein Sohn und Nachfolger Radbod hatte, wie sein Vater, seinen Machtschwerpunkt im Westen, im Raum Utrecht. Er stand 716 mit seinem Heerhaufen vor Köln und besiegte im selben Jahr den fränkischen Hausmeier Karl Martell, der damit seine einzige Niederlage hinnehmen musste. In wilhelminischer Zeit wurde Radbod († 719) zu Propagandazwecken geradezu zu einem Vorkämpfer germanischer Freiheit verklärt und, da er sich nicht taufen ließ, als Sinnbild der anti-römisch-klerikalen Kräfte stilisiert, im Zusammenhang mit dem sogenannten Kirchenkampf. Auch Industriekomplexe wie die Zeche Radbod im östlichen Ruhrgebiet wurden nach ihm benannt. Er ist bis heute Teil der Folklore.

#### Teil des Frankenreichs, Christianisierung

Die Ausdehnung des Frankenreichs 481 bis 814

Nachfolger Radbods wurde Poppo. Er widersetzte sich vergeblich der Rückeroberung des westlichen Frieslands durch die Franken, und nach 720 waren alle Landesteile westlich der Vlie in fränkischer Hand. Endgültig schlug Karl Martell die Friesen in der Schlacht an der Boorne (734). Poppo fand dabei den Tod. Karl der Große eroberte 785 nach dem Sieg über die Sachsen ganz Friesland einschließlich der östlichen Gebiete bis zur Weser. Sachsen und Friesen, die gegen Karl gekämpft hatten, wurde das Ius paternae hereditatis, das Recht auf ihr väterliches Erbe und damit ihr freies Erbeigen, entzogen. Zur Absicherung seiner Eroberungen ließ Karl zudem das Friesische Recht aufzeichnen und mit fränkischen Gesetzen in einer Übersicht zusammenfassen, der Lex Frisionum.

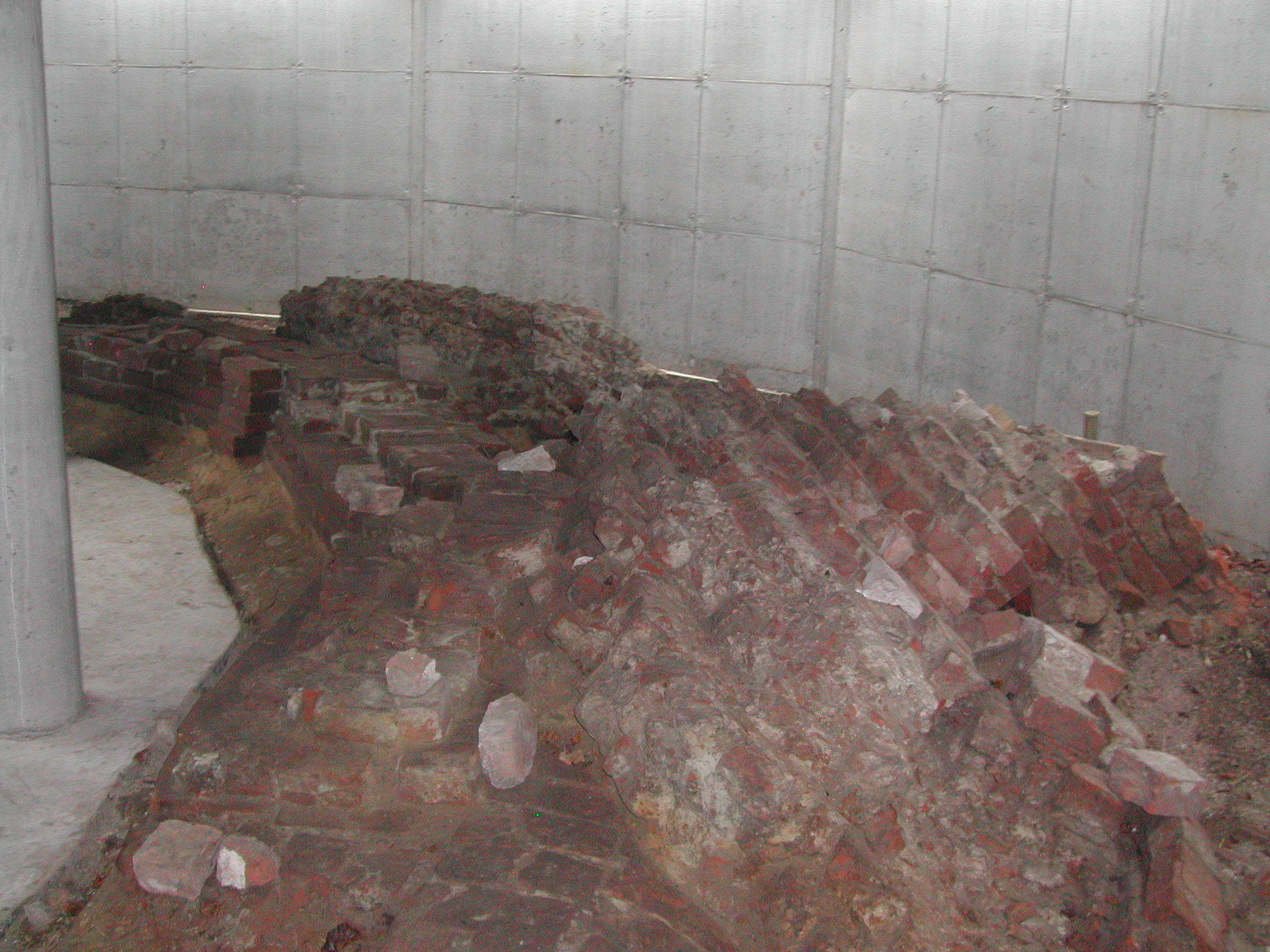
Kloster Ihlow – Reste der Fundamente

Die Franken nahmen die gescheiterte Christianisierung durch die Missionare Liudger und Willehad wieder auf. Ostfriesland wurde zu einem Teil dem Bistum Bremen, zum anderen dem Bistum Münster zugeschlagen. Es entstand eine Klosterlandschaft an der niederländischen und deutschen Nordseeküste mit einem Höhepunkt im 12. und 13. Jahrhundert. Insgesamt lassen sich von Westfriesland über Groningen bis Ostfriesland etwa 120 Gründungen der verschiedenen Orden nachweisen. In Ostfriesland selbst gab es bis zur Reformation mehr als 30 Klöster, Stifte und Kommenden.
Friesland wurde bei seiner Integration ins Frankenreich in mehrere Grafschaften geteilt. Im Bereich zwischen Ems- und Wesermündung waren dies der Emsiga im Südwesten, der Federitga im Nordwesten, Nordendi mit Herloga im Norden, Wanga im Nordosten, Asterga im Osten und Riustri im Osten. Die innere Geest blieb zunächst namenlos. Die Herrschaft über diese Gebiete wurde auswärtigen Adligen übertragen. Vermutet wird, dass es zu dieser Zeit keine etablierte Schicht vornehmer Familien in der Region gab, da diese sonst bei der Durchsetzung der Grafschaftsverfassung im Fränkischen Reich als Grafen berücksichtigt worden wären. Zu den auswärtigen Grafengeschlechtern, die in Ostfriesland eingesetzt wurden, gehörten die westfälischen Cobbonen, die offenbar Rechte im westlichen Ostfriesland innehielten. Ihnen folgten hier später die Grafen von Werl. Im östlichen Ostfriesland werden seit dem 10. Jahrhundert die sächsischen Billunger neben den Grafen von Stade als Grafschaftsinhaber genannt, denen dann Heinrich der Löwe folgte.
Sie alle scheiterten jedoch daran, ihre jeweiligen Herrschaftsansprüche zu festigen, denn ab dem 9. Jahrhundert wurde Ostfriesland Ziel mehrfacher Wikingerüberfälle, bei denen die Bevölkerung auf sich allein gestellt war. Die Verteidigung des Landes organisierte Karl, indem er in Friesland entlang der Küste und insbesondere an den Flussmündungen eine Art „Küstenwacht“ einrichtete, die sich auf die Selbsthilfe der waffenfähigen und königstreuen Friesen stützte. Diese wurden dafür vom Militärdienst auf fremden Territorien freigestellt. Dies wurde erstmals in den sogenannten gemeinfriesischen Siebzehn Küren, Rechtstexten des friesischen Landrechts in lateinischer, friesischer und niederdeutscher Sprache, festgehalten, die wohl um 1080 entstanden sind. Darin heißt es, die Friesen müssten auf keiner Heerfahrt nach Osten weiter als bis zur Weser und nach Westen weiter als bis zum Fli (Seegatt zwischen Vlieland und Terschelling) ziehen.
Die Friesen entwickelten daraus den politischen Mythos, Karl der Große sei der Stifter der Friesischen Freiheit gewesen. Die von Karl so privilegierte Schicht dürfte jedoch dünn gewesen sein, da sie ausschließlich aus Männern bestand, die königstreu waren und denen Karl daher das Ius paternae hereditatis nicht entzogen hatte. Erst als der Sohn Karls, Ludwig der Fromme, ihnen dieses 814 zurückgab, gelangten alle grundbesitzenden Friesen in den Genuss der Königsfreiheit. Diese zahlten dem König im Gegenzug dafür eine huslotha oder koninckhuere genannte Abgabe.
Als die auswärtigen Grafen ab dem 11. Jahrhundert versuchten, ihre friesischen Grafschaften in eigene Herrschaften umzuwandeln, wurde dies durch den Widerstand der Friesen zunichtegemacht. Spätestens im 12. Jahrhundert hatte sich dann die Freiheit der Friesen auf ganzer Breite durchgesetzt und die Friesen begannen, sich in autonomen Landesgemeinden zu organisieren.

#### Ablösung der Grafengerichte, Konsularverfassung, Friesische Freiheit

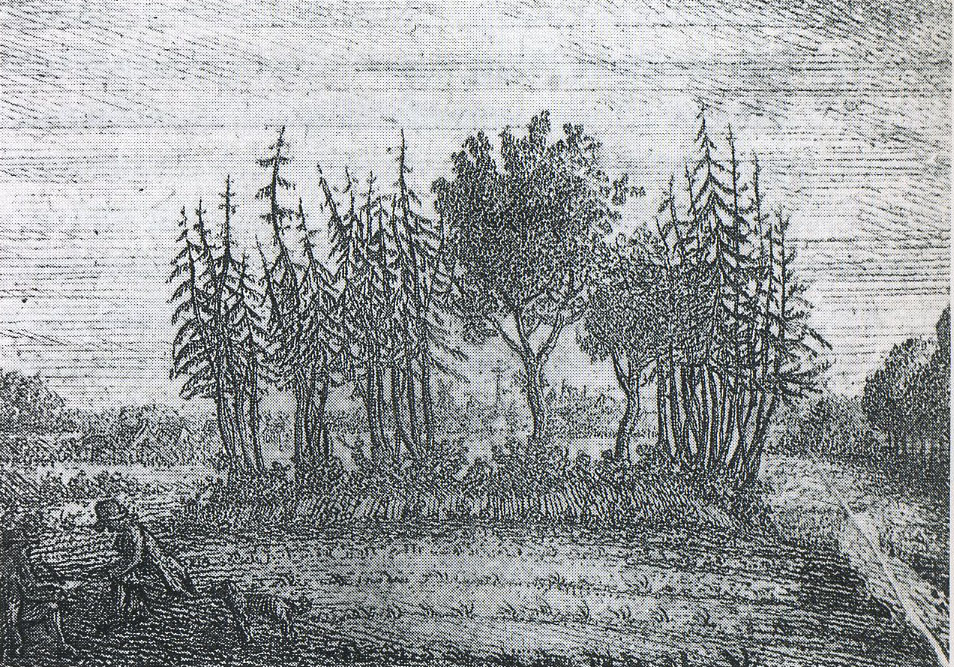
Thingstätte Upstalsboom in Rahe bei Aurich, hier auf der ältesten bekannten Darstellung des Auricher Künstlers Conrad Bernhard Meyer (1790)

Gegen Ende der Karolingerzeit entstand ein Verbund zunehmend von den herrschaftlichen Gruppen im Kernland des Frankenreichs abgekoppelter Bezirke. Diese entsandten jährlich gewählte Vertreter, die sogenannten „Redjeven“ (Rechtsprecher, Ratsmänner), die sowohl die Gerichtsbarkeit ausübten als auch ihre Bezirke führten. Die Gruppe der Großen reichte zwar teilweise bis zur fränkischen Eroberung zurück, doch blieb der in Europa verbreitete Feudalismus in Ostfriesland wenig entwickelt. Vielmehr verstanden sich die Friesen als von grundherrlichen Bindungen freie Bauern, die weder an die Scholle gebunden waren, noch Vasallitätsverhältnisse entwickelten, wie sie in den karolingischen Herrschaftsgebieten entstanden waren. Zwar gab es Unfreie, aber ihre Zahl dürfte gering gewesen sein.

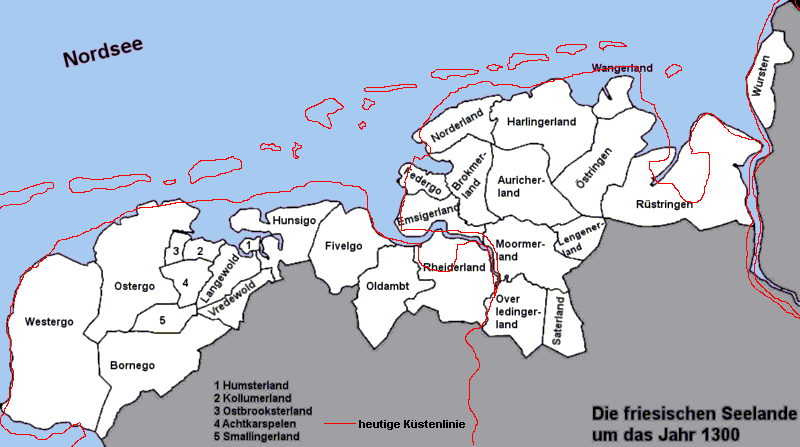
Friesische Seelande um 1300

Die Ablösung der Grafengerichtsbarkeit durch die Konsularverfassung begann schon vor dem 12. Jahrhundert. Jedes Jahr versammelten sich vom 12. bis ins 14. Jahrhundert in der Friesischen Freiheit gewählte Abgesandte der sieben friesischen Seelande am dritten Pfingsttag am Upstalsboom in Rahe (heute ein Stadtteil von Aurich). Die Zahl sieben ist hierbei symbolisch zu verstehen, tatsächlich waren es Abgesandte aus weitaus mehr Landstrichen. Sie wurden bereits zu Ostern in den jeweiligen Gauen gewählt. Am Upstalsboom sprachen sie Recht und trafen politische Entscheidungen von überregionaler Bedeutung. Urkundlich nachgewiesen sind diese Versammlungen für den Zeitraum zwischen 1216 und 1231 sowie 1323 und 1327.

#### Ostfriesische Häuptlinge

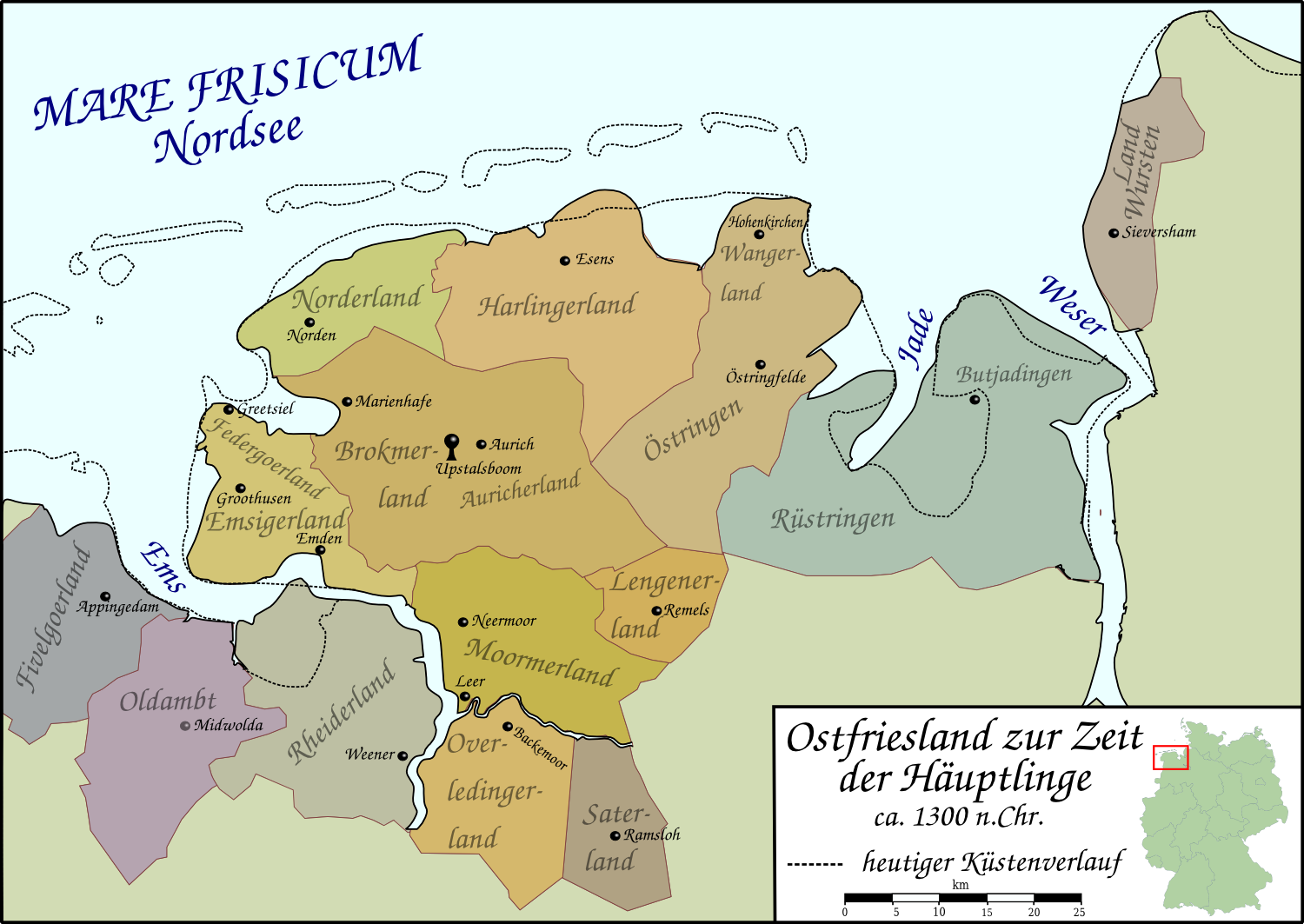
Ostfriesland zur Zeit der Häuptlinge

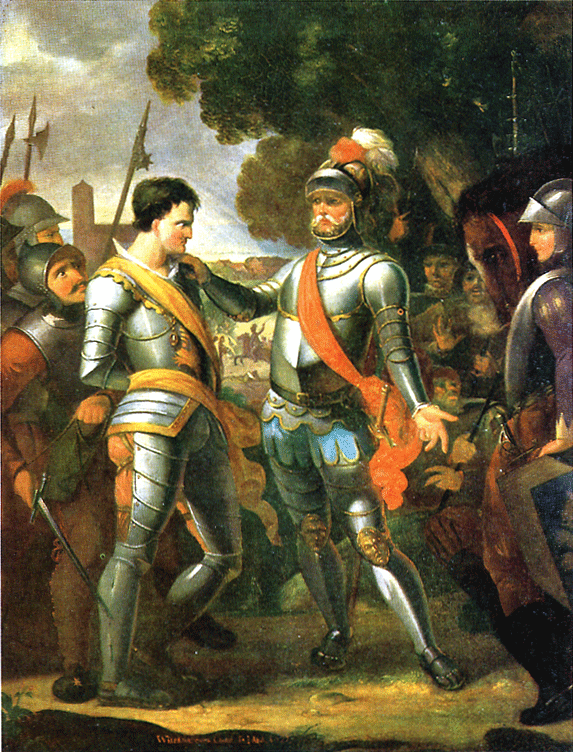
Ocko tom Brok wird nach der Schlacht auf den Wilden Äckern gefangen vor Focko Ukena geführt. Romantisierendes Historiengemälde von Tjarko Meyer Cramer, 1803

Im Verlauf des 14. Jahrhunderts zerfiel die Redjeven-Verfassung. Dazu mag auch der Ausbruch der Pest beigetragen haben, vielleicht aber noch mehr die drei schweren Sturmfluten. Die verheerendste unter ihnen war die Zweite Marcellusflut (1362), auch Groote Mandränke genannt. Sie forderte nicht nur Tausende Menschenleben, sondern führte auch zum ersten Einbruch des Dollarts sowie zu einer Erweiterung von Leybucht und Harlebucht. Durch die Erste Dionysiusflut (1374) wurde die Leybucht bis Norden erweitert – was später dann allerdings die wirtschaftliche Bedeutung Nordens als Handelsstadt hob. Die Zweite Dionysiusflut (1377) führte zu Deichbrüchen bei Lütetsburg und Bargebur.
Hinzu kamen äußere Bedrohungen. So hatten die Nachkommen der zu karolingischer Zeit in den friesischen Gauen eingesetzten, nur mit dem König verbundenen Grafen, wie etwa die Grafen von Oldenburg, aber auch geistliche Herrscher, wie die Bischöfe von Münster, ihre Bestrebungen keineswegs aufgegeben, den Norden ihrem Herrschaftssystem einzufügen.
Diese Situation machten sich einige einflussreiche Familien zu Nutze und schufen ein Herrschaftssystem, in dem sie als Häuptlinge (hovedlinge) die Macht über mehr oder weniger weite Gebiete gewannen. Dabei etablierten sie weiterhin kein Feudalsystem, wie es im übrigen Europa zu finden war, sondern eher ein Gefolgschaftssystem, das älteren Herrschaftsformen germanischer Kulturen im Norden ähnelte, indem die Bewohner der jeweiligen Machtbereiche zwar in einem Abhängigkeitsverhältnis zum Häuptling standen, diesem verschiedentlich verpflichtet waren, im Übrigen aber ihre Freiheit behielten und nicht an die Scholle gebunden waren.
Bis Ende des 14. Jahrhunderts bildeten die Machtkämpfe der Häuptlingsfamilien ein lokales Problem. Nachdem die Vitalienbrüder durch den Deutschen Orden 1398 von der Ostseeinsel Gotland vertrieben worden waren, fanden sie jedoch Aufnahme bei einigen der ostfriesischen Herrscher, die sie als Streitmacht einsetzten. Die Seeräuber profitierten dabei von der Abgeschiedenheit Ostfrieslands auf dem Landwege bei gleichzeitigem Zugang zu den Seewegen vor der ostfriesischen Küste. Einer der Seeräuber, der hier Unterschlupf fand, war Klaus Störtebeker. Er quartierte sich in Marienhafe ein, das damals noch an der Leybucht lag und somit Zugang zur offenen See hatte. Dadurch kam es zu erheblichen Spannungen mit der Hanse, deren Heere in der Folgezeit mehrfach in Ostfriesland einmarschierten. Vor allem die Städte Hamburg und Bremen sahen sich durch die Seeräuber geschädigt. Die Konflikte unter den Häuptlingen wurden durch das Engagement der Hanse jedoch nicht beseitigt, sondern eher noch verkompliziert. Die Hanse schlug 1401 eine erfolgreiche Seeschlacht vor Helgoland gegen die Seeräuber. Teile Ostfrieslands, darunter Emden, wurden vor allem von hamburgischen Kräften besetzt. Sie zogen erst 1453 wieder aus Emden ab.
Die Schlacht auf den Wilden Äckern markierte am 28. Oktober 1427 das Ende des Einflusses der Häuptlingsfamilie tom Brok in Ostfriesland. Die tom Broks hatten in der zweiten Hälfte des 14. Jahrhunderts versucht, die Herrschaft über Ostfriesland zu übernehmen. Erst der Aufstieg der Cirksena um 1430, als Edzard Cirksena sich als Anführer eines Bundes der Freiheit durchgesetzt hatte, beendete diese von lang anhaltenden Fehden geprägte Phase, zugleich aber auch die Sonderstellung der regionalen Gesellschaftsverfassung. Ulrich Cirksena, ein Angehöriger eines der letzten einflussreichen Häuptlingsgeschlechter, wurde 1464 von Kaiser Friedrich III. in den Reichsgrafenstand erhoben und mit Ostfriesland als Reichsgrafschaft belehnt. Es gehörte zum Niederrheinisch-Westfälischen Reichskreis.

### Neuzeit (bis 1918)

#### Die Herrschaft der Cirksena (1464–1744), Konfessionskriege

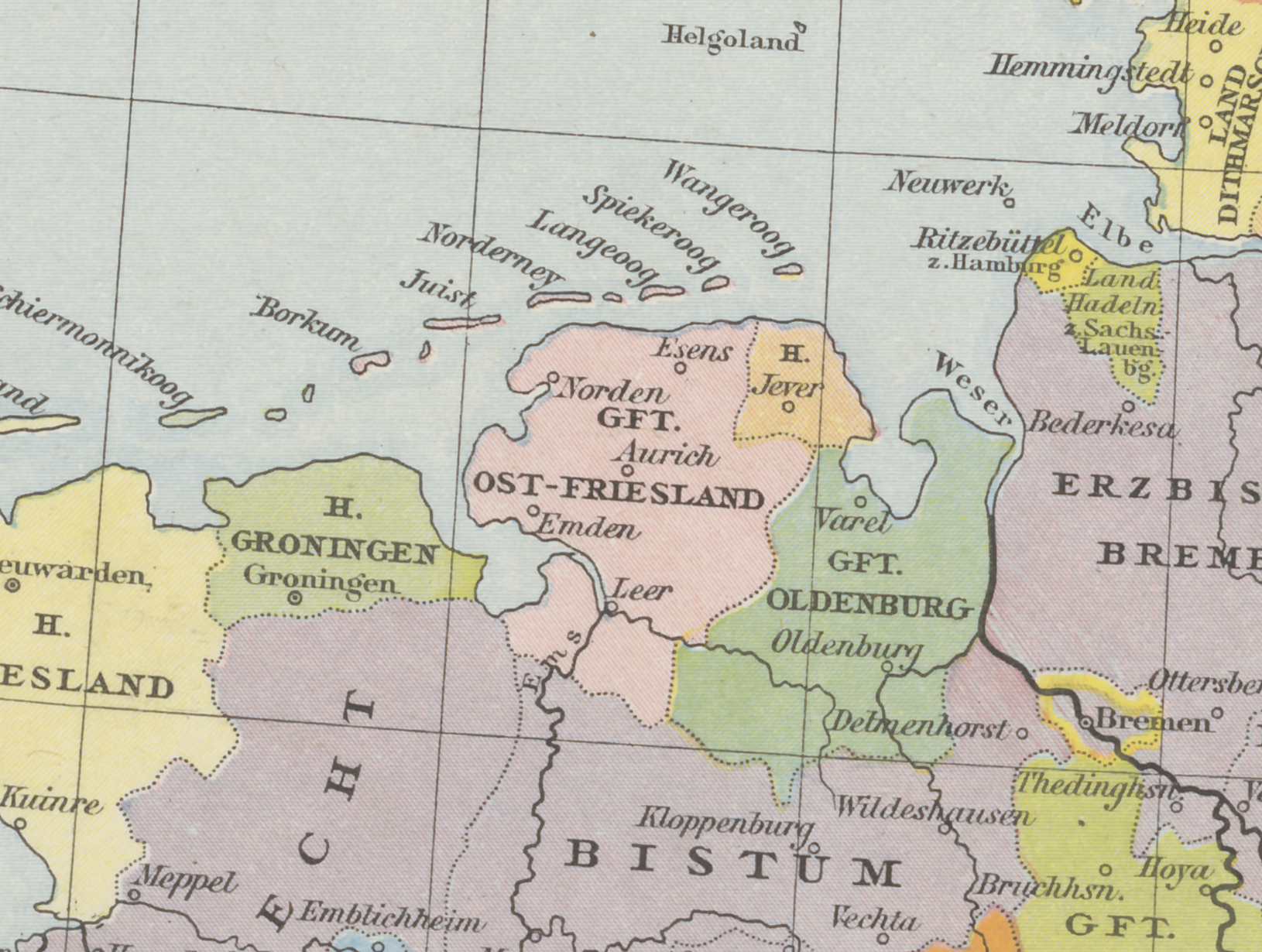
Die Grafschaft Ostfriesland um 1500

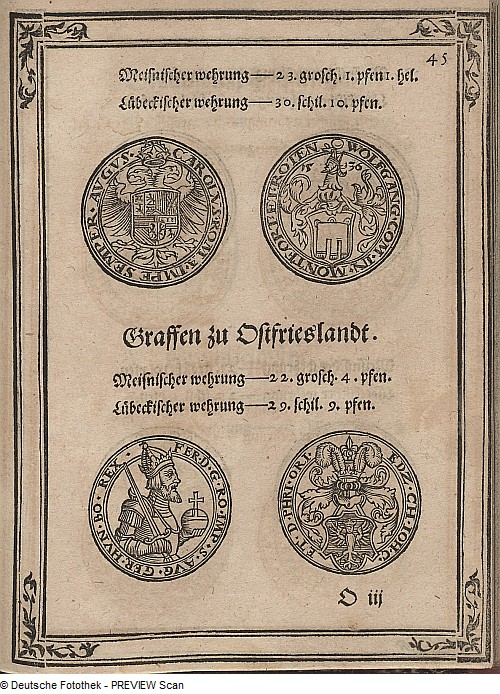
Ostfriesische Währung um 1573

Unter der Herrschaft des 1662 in den erblichen Fürstenstand erhobenen Hauses Cirksena entwickelte sich Ostfriesland politisch, kulturell und wirtschaftlich vorteilhaft. Die größte Ausdehnung erreichte die Grafschaft unter Edzard dem Großen, unter dessen Herrschaft auch die Ausbreitung der Reformation in Ostfriesland begann und das Ostfriesische Landrecht konzipiert wurde. Die Grafen konnten in Ostfriesland allerdings keine starke Adelsherrschaft wie in den anderen Staaten des Reiches durchsetzen, da die friesischen Stände, also Ostfriesische Ritterschaft, Bauern und Städtevertreter ihre Freiheitsrechte weitgehend zu wahren wussten. Leer und Aurich entwickelten sich zu den bedeutendsten Viehhandelsplätzen der Region. 1508 wurde in Leer erstmals der bis heute bestehende Gallimarkt abgehalten. Schon Ocko I. tom Brok soll im 14. Jahrhundert Juden nach Ostfriesland geholt haben, wahrscheinlich reichen die Kontakte aber erheblich weiter zurück, zumal Friesen wie Juden sehr stark im Fernhandel tätig waren. Die älteste Synagogengemeinde entstand um 1550 in Emden; weitere Gemeinden entstanden in allen größeren Orten. Der politische und wirtschaftliche Aufschwung wurde durch einen kulturellen begleitet, untermauert und bestärkt durch die Gründung der Universität Groningen unter ihrem Rektor Ubbo Emmius (1547–1625), dem bedeutendsten ostfriesischen Humanisten und Historiker.
Ein herber Rückschlag für den Emder Handel ereignete sich in Gestalt der Zweiten Cosmas- und Damianflut 1509. Verlief die Ems bis zur Flut noch in einem nordwärts geschwungenen Bogen an der Stadt vorbei, so suchte sie sich nach der Sturmflut einen geradlinigen Weg in den Dollart und weiter zur Nordsee: Der Emder Hafen drohte zu verlanden. Der Dollart erreichte nach der Flut seine größte Ausdehnung, erst 1605 wurde im Rheiderland mit dem Bunderneuland der erste Polder dem Meer abgerungen, weitere folgten erst 1682 (Charlottenpolder) sowie 1707/08 mit dem Norder- und Süder-Christian-Eberhards-Polder und dem Bunder Interessentenpolder – also fast genau zwei Jahrhunderte nach der Flut.
Um 1520 hielt die Reformation Einzug. Anders als in den meisten Regionen war es jedoch nicht die Obrigkeit, die hier federführend war. Zwar unterstützte Graf Edzard I. die Verbreitung der neuen Lehre, war in seiner Position jedoch zu schwach, um ein bestimmtes Bekenntnis durchzusetzen. So existierten lutherischer Protestantismus und Calvinismus in Ostfriesland nebeneinander, ohne dass dabei eine Konfession die Oberhand gewinnen konnte. Vielmehr setzte sich eine Spaltung des Landes in einen lutherischen Osten und einen calvinistischen Westen durch. Katholische Kirchen hingegen gab es nach der Reformation in Ostfriesland nicht mehr, katholische Christen kaum noch.
Ende der 1520er Jahre breitete sich auch die täuferische Bewegung in Ostfriesland aus. Als Initiator gilt der Schwäbisch Haller Kürschner und spätere lutherische Sendbote Melchior Hofmann. Dieser „erfolgreichste Laienprediger der Reformationszeit“ gelangte 1529 über das Baltikum und die skandinavischen Länder nach Emden, wo er – nach einem Kurzaufenthalt in Straßburg – 1530 begann, das von ihm so genannte Bundeszeichen der Taufe aufzurichten. Rund 300 Ostfriesen ließen sich in der Großen Kirche taufen und gründeten kurze Zeit später die Emder Täufergemeinde, die bis heute unter dem Namen Mennoniten fortlebt und zu einer der bedeutsamen Keimzellen der niederländische Reformation wurde.
Die Klöster wurden säkularisiert und zum Teil als profane Gebäude genutzt. Die meisten wurden jedoch abgebrochen und das so gewonnene Baumaterial zum Hausbau oder zur Anlage von Befestigungen für die Städte genutzt. Ihre archivierten Urkunden, Verträge, Bild- und Schriftquellen gingen größtenteils verloren.

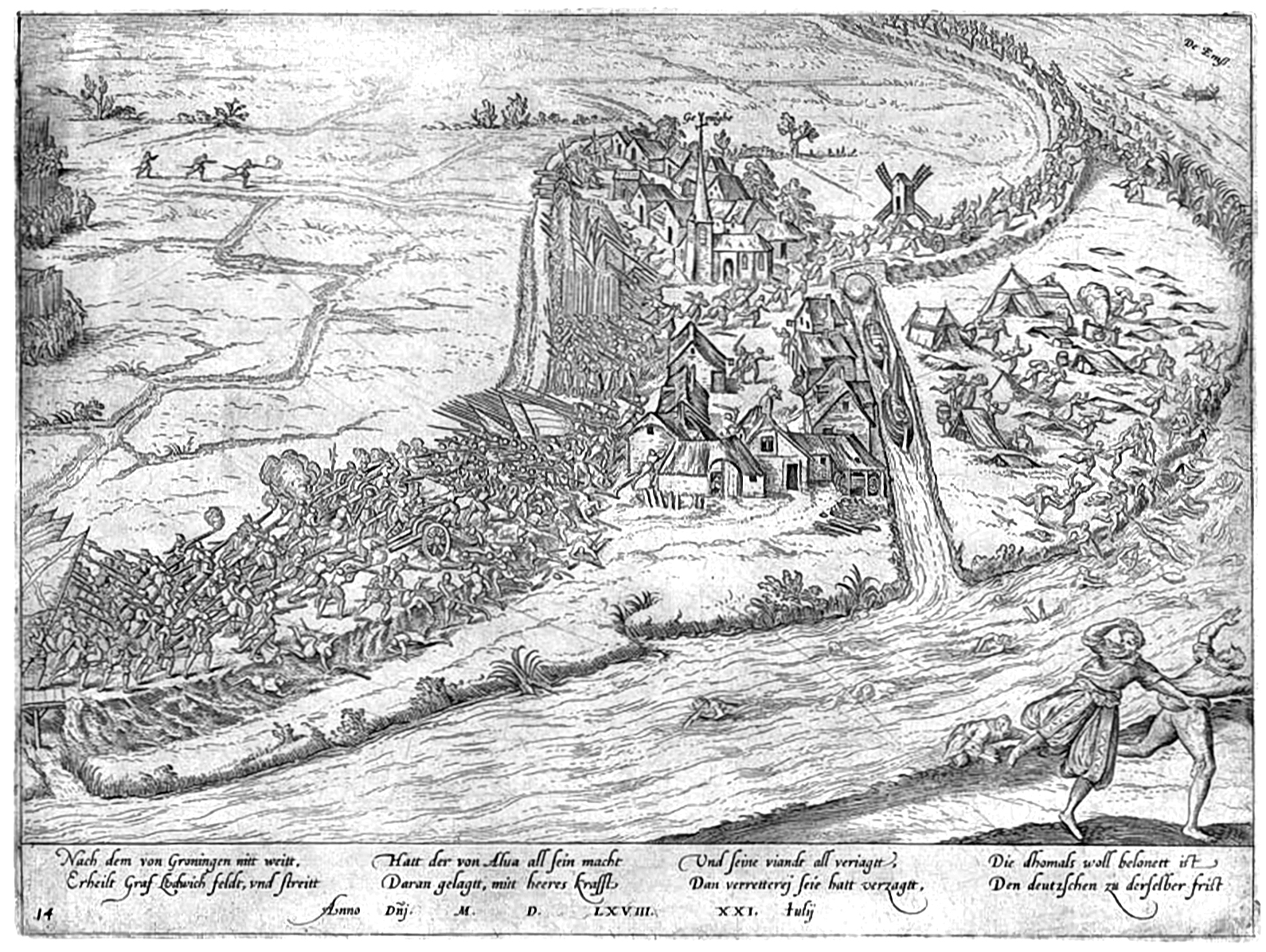
Die Schlacht von Jemmingen, dargestellt von Frans Hogenberg

1556 kam er zu einem Abkommen mit Schweden. Die Schweden durften in ganz Ostfriesland zollfrei Handel treiben, gleiches galt für die ostfriesischen Kaufleute in Schweden.
1568 geriet Ostfriesland in die Auseinandersetzungen der niederländischen Freiheitskriege, als niederländische Truppen, die so genannten Geusen, unter ihrem Anführer Ludwig von Nassau-Dillenburg nach der Schlacht von Heiligerlee ins Rheiderland auswichen. Spanische Truppen unter Herzog Alba folgten ihnen. Am 21. Juli 1568 trafen die beiden Verbände in der Schlacht von Jemgum aufeinander, die mit einem Sieg der Spanier endete. Albas Heer zog anschließend drei Tage lang plündernd, brandschatzend und vergewaltigend durch das Rheiderland.
Vor allem die Stadt Emden profitierte in den Folgejahren vom Zuzug von Glaubensflüchtlingen aus den Niederlanden, die etwa Menno Simons aus Witmarsum führte – nach ihm wurden die Mennoniten benannt –, aber auch aus Frankreich und England. Die Stadt war zudem durch das Wirken reformierter Prediger auch eine Hochburg des Calvinismus, etwa durch Johannes a Lasco. Zeitweise sah es so aus, als ob die Stadt ein drittes reformatorisches Zentrum neben Wittenberg und Genf werden könnte.
Emden erlebte zwischen 1570 und dem Ende des Dreißigjährigen Krieges seine größte Blütezeit und wurde einer der wichtigsten europäischen Hafen- und Reedereistandorte. Dies war in erster Linie der großen Zahl niederländischer Glaubensflüchtlinge geschuldet, die sich hier niederließen. Mehrere Tausend Kaufleute, Reeder und Handwerker siedelten sich in der Stadt an, die Einwohnerzahl stieg um 1600 auf annähernd 15.000. Emden war damit eine der bedeutendsten Hafenstädte Nordeuropas. Die Stadt agierte immer selbstbewusster gegenüber dem Grafen. Die Spannungen gipfelten 1595 in der Emder Revolution, bei der Graf Edzard II. gezwungen wurde, auf den Großteil seiner Rechte in Emden zu verzichten. Bereits 1561 hatten die Cirksena nach Auseinandersetzungen mit Repräsentanten der Hafenstadt ihren Hof nach Aurich verlegt, das bis dahin lediglich als Sommerresidenz gedient hatte.
Der 1604 zum Stadtsyndikus berufene Rechtsgelehrte Johannes Althusius stärkte in den folgenden Jahrzehnten noch die Stellung der Stadt, insbesondere gegenüber den Grafen und den Nachbarstädten. Emden war zu jener Zeit zwar nicht de jure eine freie Reichsstadt. Mit den Niederlanden als Schutzmacht im Rücken und weitgehender Unabhängigkeit vom ostfriesischen Grafenhaus war Emden allerdings de facto eine freie Reichsstadt. Kappelhoff hat dafür den Begriff quasiautonome Stadtrepublik geprägt.

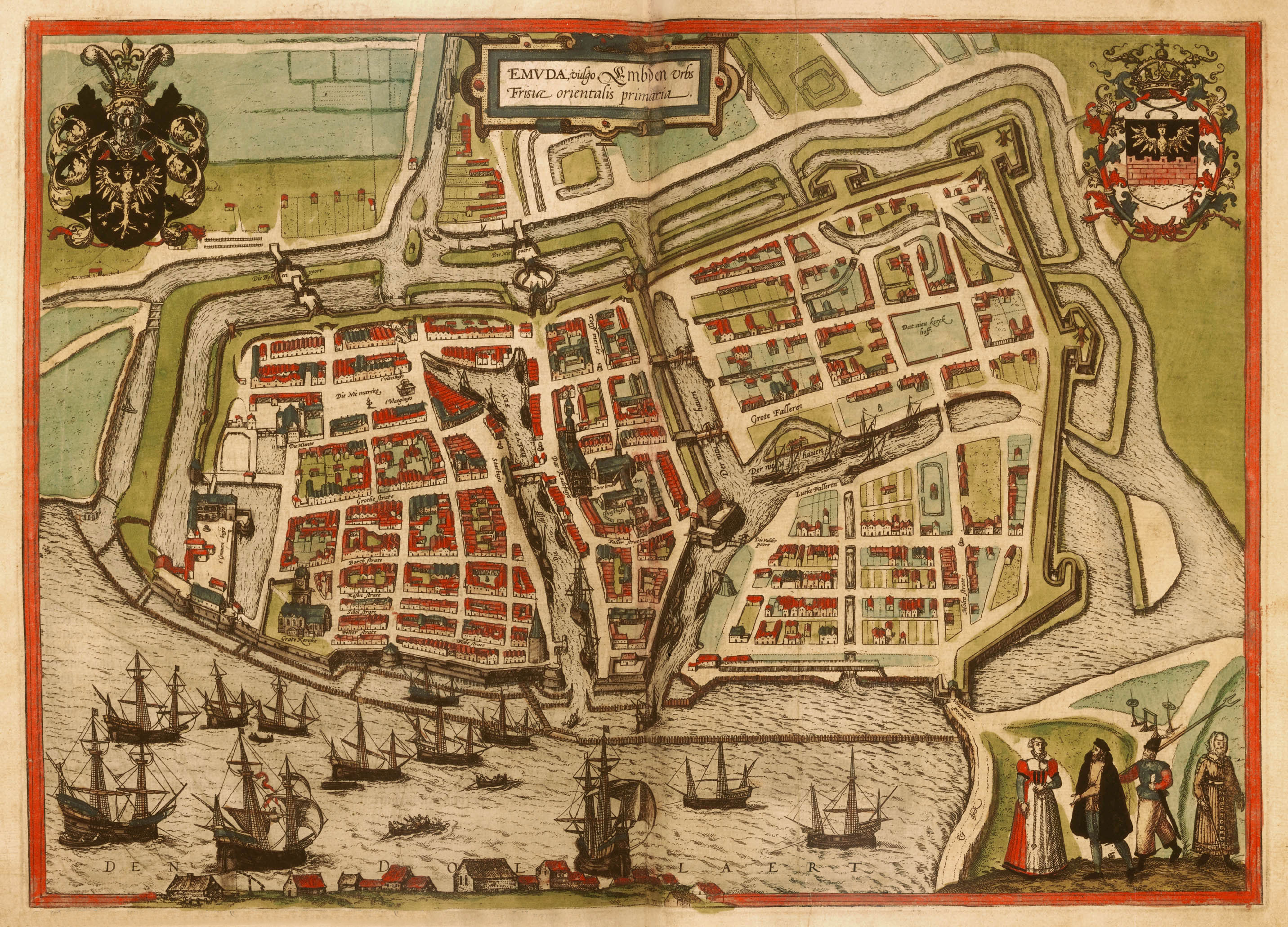
Emden um 1575

Während des Dreißigjährigen Krieges litt Ostfriesland große Not durch die Truppen des Grafen von Mansfeld. Die einzige Ausnahme bildete wiederum Emden, da der kurz zuvor fertiggestellte Emder Wall die Stadt schützte. Emder Kaufleute gründeten 1633 die erste Fehnsiedlung Ostfrieslands, (West-)Großefehn.
Der Krieg sicherte kapitalkräftigen Juden durch den ständig wachsenden Geldbedarf der Kriegsparteien zwar einerseits ein Bleiberecht in Ostfriesland, belastete sie andererseits aber auch in einem bis dahin unbekannten Ausmaß. Die Liste ihrer finanziellen Verpflichtungen war lang. 1629 zahlten die Emder Juden (als Vertreter der jüdischen Gemeinden Ostfrieslands) 180 Gulden Schutzgeld im Jahr, 200 Gulden Torfgeld sowie etwa 2000 Gulden an diversen Verbrauchssteuern, insgesamt also 2580 Gulden. Hinzu kamen noch Mietzins, Heiratsgelder, außerordentliche Abgaben an den Landesherrn: 4 Gulden Schutzgeld pro Haushalt plus 150 Reichstaler Antrittsgeld.
1647 fiel der römisch-katholische kaiserliche Feldgeneral Guillaume de Lamboy in Ostfriesland ein, um die Truppen des in schwedischen Diensten stehenden Generalfeldmarschalls Hans Christoph von Königsmarck von der Belagerung Paderborns abzuziehen.
Im 16. und 17. Jahrhundert entstand die typische Form des ostfriesischen Bauernhauses, das Gulfhaus, zunächst in den Marschen, wo durch bessere Entwässerungssysteme auch der Ackerbau möglich wurde – zuvor war dort nur Viehhaltung möglich. Da der Marschboden sehr fruchtbar ist, sind reiche Ernten möglich. In der Marsch finden sich daher mehr (größere) Gulfhöfe, dort auch Plaats genannt, als auf der Geest. Auch viele kleinere Landarbeiterhäuser sind nach dem gleichen Prinzip aufgebaut wie die großen Höfe.
Dem Dreißigjährigen Krieg folgte eine unvergleichliche Machtentfaltung der ostfriesischen Stände, die sich weitgehend unabhängig vom jeweiligen Landesherrn machten. Der Versuch, die landesherrliche Macht wiederherzustellen, schlug fehl. Aus der Vertretung der ostfriesischen Stände ging später die Ostfriesische Landschaft hervor, die noch deren Wappen führt, sich inzwischen aber von einer politischen Institution zu einer Einrichtung der Kulturpflege gewandelt hat.
Das Fürstentum Ostfriesland kam unter den Einfluss der Niederlande und lehnte sich politisch, kulturell und wirtschaftlich eng an diese an. Die Niederlande stationierten an zentralen Orten Truppen, darunter in der Festung Leerort bei Leer und in Emden. Während des Holländischen Krieges von 1672 bis 1679 durchzogen Truppen verschiedener Staaten Ostfriesland, das den Abzug durch Zahlungen erkaufen musste.

#### Kampf zwischen Fürstenhaus und Ständen, Brandenburg-Preußen
Die Fürstin von Ostfriesland nutzte diese Situation aus und handelte 1676 einen Schutzvertrag mit dem Fürstbischof von Münster aus, um ihren Herrschaftsanspruch gegenüber den Ständen durchsetzen zu können. Anfang September 1676 marschierten schließlich acht münsterische Kompanien Infanterie als Grenzschutz nach Ostfriesland ein. Die Stände benötigten nun ihrerseits eine Schutzmacht, um das innenpolitische Übergewicht der Fürstin wieder ausgleichen zu können, wofür sich Brandenburg anbot. Dieses interessierte sich für Ostfriesland, weil sich auf diese Art die Möglichkeit bot, die Brandenburgisch-Afrikanische Compagnie von Königsberg an den strategisch viel besser gelegenen Hafen von Emden zu verlegen, zumal diese seinerzeit als einer der besten Europas galt. So nutzte Kurfürst Friedrich Wilhelm 1682 die erneut aufflammenden Konflikte zwischen dem Fürstenhaus und den ostfriesischen Ständen. Vor allem die Stadt Emden war an einer Schwächung des Fürstenhauses interessiert und einigte sich mit dem brandenburgischen Herrscher. Dieser ließ nun Truppen in Ostfriesland aufmarschieren, woraufhin am 22. April 1683 ein Handels- und Schifffahrtsvertrag mit den Ständen Emdens ausgehandelt wurde. Fortan wurde Emden der Stammsitz der Brandenburgisch-Afrikanischen Compagnie und Vorposten Brandenburg-Preußens. Um einen geeigneten Hafen für seine Überseekolonie Großfriedrichsburg zu besitzen, schloss der brandenburgische Kurfürst Friedrich Wilhelm am 2. Mai 1683 einen Vertrag mit der Stadt Emden und machte sie zum Sitz der Churfürstlich-Afrikanisch-Brandenburgischen Compagnie.

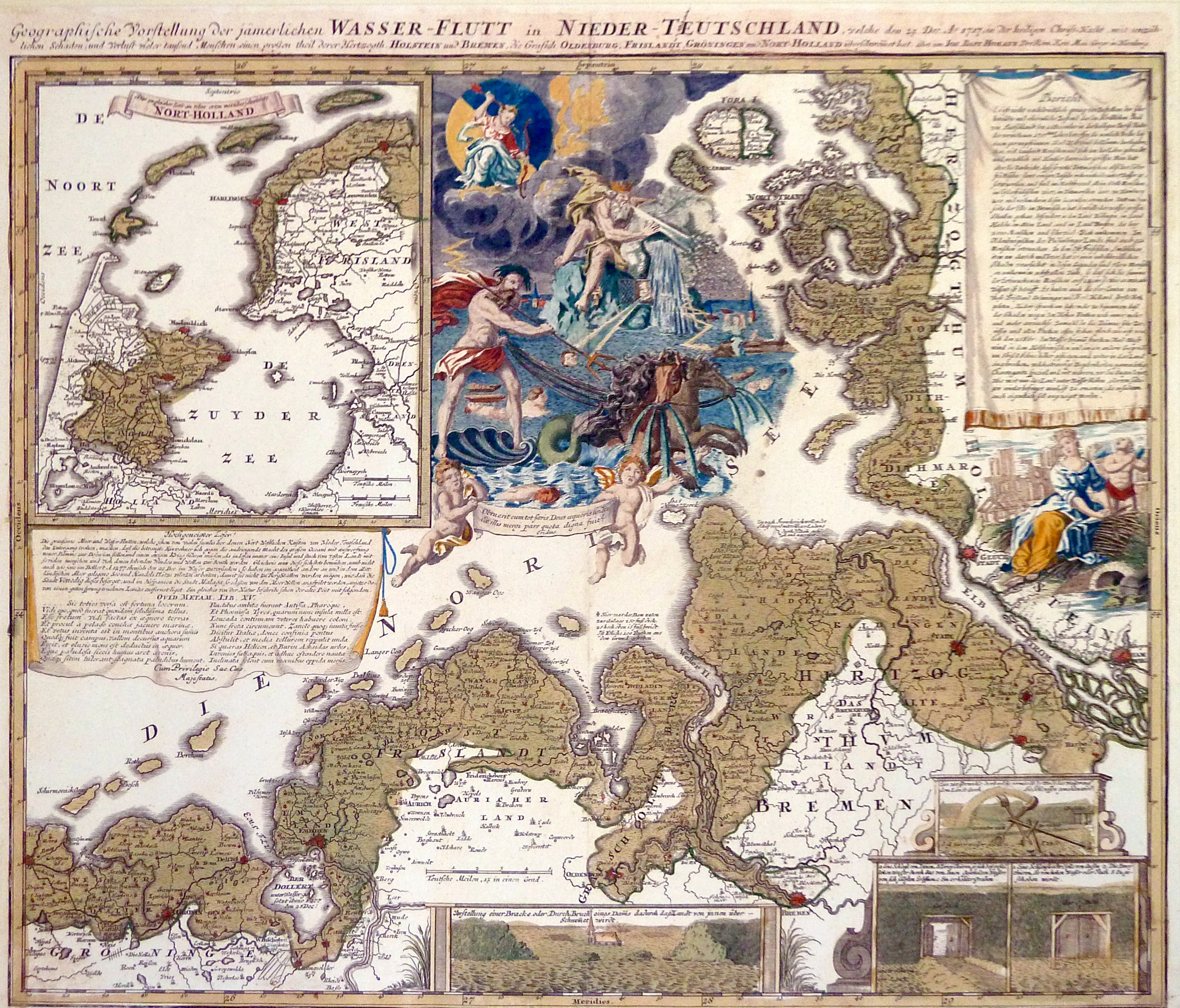
Karte des durch die Weihnachtsflut 1717 überschwemmten Gebietes

Die Weihnachtsflut im Jahr 1717 hatte für Ostfriesland verheerende Folgen. Im Dezember des Jahres herrschte für einige Tage ein stürmischer Wind aus Südwest. Dieser schlug am Sonnabend vor Weihnachten in einen Nordwest-Sturm um und drückte so das Wasser aus dem Atlantik durch den Ärmel-Kanal in die Nordsee. Die Deiche waren den Wassermassen nicht gewachsen und brachen schließlich am 24. Dezember gegen Mitternacht, so dass die Fluten danach ungehindert ins Land eindringen konnten. Halb Ostfriesland stand danach unter Wasser. Der Orkan tobte drei Tage und drückte weiterhin Wasser durch die gebrochenen Deiche. So konnte das bereits im Land stehende Wasser nicht wieder abfließen. Sogar in küstenfernen Orten wie beispielsweise Riepe, Simonswolde Forlitz-Blaukirchen und Ayenwolde verursachte die Sturmflut schwere Beschädigungen. Laut einem Schadensbericht, den der Emder Prediger Gerhardus Outhof 1718 in seinem Buch Verhaal van alle de hooge waterfloeden veröffentlichte, verloren in Ostfriesland 2787 Menschen ihr Leben. Auch der Viehbestand erlitt starke Verluste. Insgesamt ertranken 2259 Pferde, 9514 Rinder, 2589 Schafe und 1048 Schweine (15410 Tiere). Zudem zerstörte die Katastrophe 1030 Häuser vollkommen und beschädigte weitere 1833.

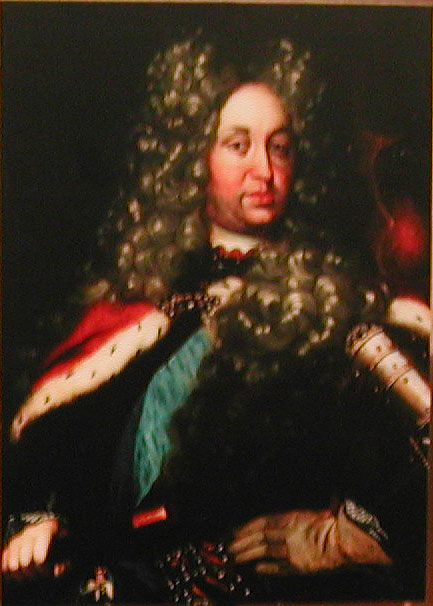
Fürst Georg Albrecht von Ostfriesland

1726/27 kam es zum sogenannten Appell-Krieg, der sich in einem erneuten Konflikt zwischen dem Fürsten Georg Albrecht und einem Teil der Stände äußerte, die sich in „gehorsame“ und „renitente“ aufspalteten. Der Fürst ging als Sieger aus diesem Konflikt hervor. Selbst die an der Spitze der „renitenten“ Stände stehende Stadt Emden unterwarf sich. Durch Verhandlungsfehler des Kanzlers Enno Rudolph Brenneysen kam es jedoch nicht zu einer friedlichen Einigung der an dem Konflikt beteiligten Parteien. Obwohl Kanzler und Fürst eine strenge Bestrafung der Renitenten forderten, wurden diese 1732 vom Kaiser amnestiert. Als Fürst Georg Albrecht am 11. Juni 1734 starb, übernahm Carl Edzard im Alter von 18 Jahren die Amtsgeschäfte als letzter noch lebender Nachkomme von Georg Albrecht. Auch er konnte die Konflikte mit den Ständen nicht lösen.
Zu dieser Zeit wurden die Weichen für die Machtübernahme Preußens in Ostfriesland gestellt. Eine bedeutende Rolle nahm hierbei die Stadt Emden ein, die nach dem Appell-Krieg politisch isoliert und wirtschaftlich stark geschwächt war. Ziel der Emder Stadtspitze war es, die Stellung als ständische Hauptstadt und Handelsmetropole zurückzugewinnen. Ab 1740 setzte sich die Meinung durch, dass dieses Ziel mit preußischer Hilfe erreicht werden könnte. Dazu sollte ein Vertragswerk geschaffen werden, das die preußische Anwartschaft anerkannte. Die wirtschaftliche Position Emdens sollte durch Schutzmaßnahmen und Förderungen gestützt und die bestehenden Privilegien (etwa das Stapelrecht) bestätigt werden. Die Verhandlungen auf preußischer Seite führte der Direktorialrat im niederrheinisch-westfälischen Reichskreis, Sebastian Anton Homfeld, der am 8. November 1740 ein erstes Gutachten über die Verfahrensweise beim Eintritt des Erbfalls vorlegte.
Homfeld galt als einer der führenden Vertreter der renitenten Stände. Am 14. März 1744 kam es zum Abschluss von zwei Verträgen, die zusammenfassend als Emder Konvention bezeichnet werden. Zum einen war dies die Königliche Special-Declarations- und Versicherungsakte, zum anderen die Agitations- und Konventionsakte, in der vornehmlich wirtschaftliche Regelungen getroffen wurden. Des Weiteren stützte sich Preußen auf die von Kaiser Leopold I. 1694 ausgestellte Expektanz, die das Recht auf Belehnung des Fürstentums Ostfriesland für den Fall fehlender männlicher Erben sicherstellte. Trotz des Widerstands des Kurfürstentums Braunschweig-Lüneburg setzte sich Preußen durch.

#### Preußen, Niederlande, Frankreich (1744–1814)

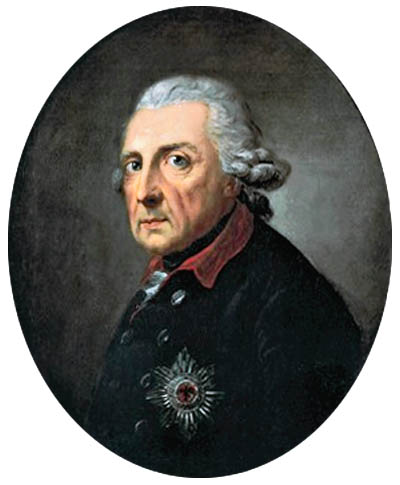
Friedrich II. im Alter von 68 Jahren
Gemälde von Anton Graff, 1781

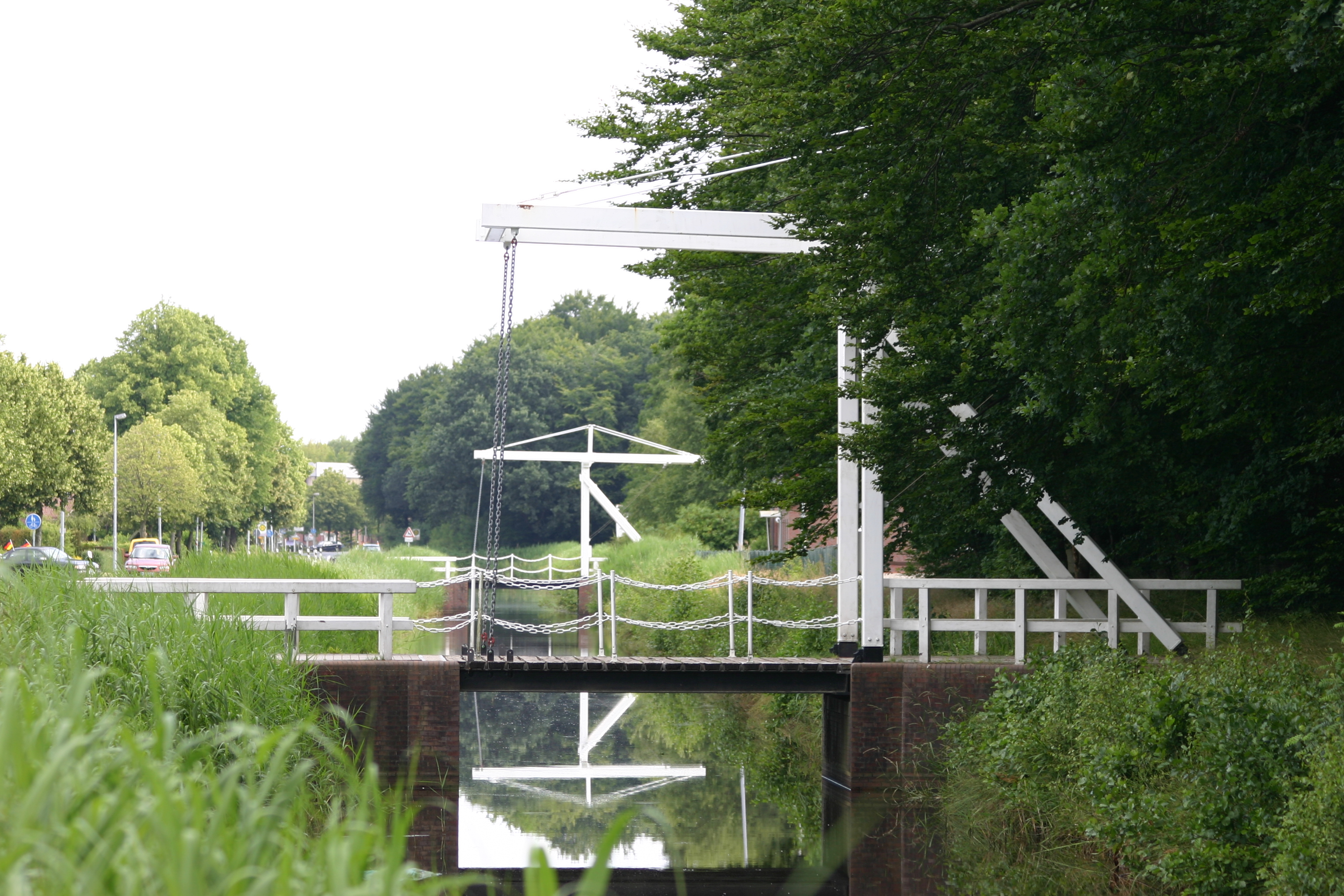
Fehnkanal in Ihlowerfehn. Der Ort entstand ab 1780.

Als am 25. Mai 1744 Carl Edzard, der letzte ostfriesische Fürst aus dem Hause Cirksena, starb, machte König Friedrich II. von Preußen sein Nachfolgerecht geltend, das in der Emder Konvention geregelt war. Er ließ Ostfriesland, von Emden ausgehend, ohne Widerstand besetzen, worauf am 23. Juni das Land der Krone huldigte. Die Landeshauptstadt Aurich blieb Sitz der Landesbehörden, erhielt eine Kriegs- und Domänenkammer und wurde Regierungshauptstadt der preußischen Provinz Ostfriesland. Das gesamte Inventar des Schlosses, darunter die ostfriesische Fürstenbibliothek und das Mobiliar, wurde in mehreren Auktionen unmittelbar nach Beginn der preußischen Herrschaft versteigert, so dass davon heute kaum noch etwas erhalten ist.
Preußen erkannte die selbstständige Stellung Ostfrieslands innerhalb des Staates an und setzte einen weitgehend autonom regierenden Kanzler ein. Der erste Kanzler war der oben genannte, äußerst einflussreiche Sebastian Anton Homfeld aus einer rheiderländischen Honoratiorenfamilie, dem Gerüchte die Vergiftung des letzten ostfriesischen Fürsten zuschreiben.
1751 und 1755 besuchte Friedrich II. Ostfriesland. Die preußische Herrschaft brachte für Ostfriesland einen erheblichen wirtschaftlichen Aufschwung und die verstärkte Öffnung nach außen. So profitierte die Stadt Emden etwa von der Einrichtung eines Freihafens im Jahr 1751. Der Emder Hafen ist damit einer der ältesten Freihäfen Europas. 1754 wurde per königlichem Befehl die Einrichtung einer Feuerversicherung angeordnet – die noch in öffentlichem Besitz befindliche Ostfriesische Landschaftliche Brandkasse. Auch das Postwesen wurde ausgebaut.
In der Zeit von 1757 bis 1761 während des Siebenjährigen Krieges zogen verschiedene Kriegsmächte durch Ostfriesland, dessen Bevölkerung besonders 1761 unter den Truppen des Marquis de Conflans zu leiden hatte.
Mit dem Urbarmachungsedikt für Ostfriesland von 1765 begann die Hochphase der Moorkolonisierung und die Gründung vieler neuer Fehnsiedlungen, vor allem im Bereich der heutigen (Samt-)Gemeinden Hesel, Uplengen, Jümme, Rhauderfehn, Ostrhauderfehn, Moormerland und Ihlow – also im Wesentlichen innerhalb des Städtedreiecks Emden–Aurich–Leer sowie im heutigen südöstlichen Gebiet des Landkreises Leer. Hinzu kamen unter anderem Berumerfehn als einzige wesentliche Fehngründung im Norderland sowie Collrunge, Müggenkrug, Rispelerhelmt, Kirmeer, Klein-Wiesedermeer, Wiesederfehn im Wittmunder Raum und – als einzige Fehngründung des Harlingerlandes – Wagnersfehn bei Esens.
Auch Einpolderungen zur Landgewinnung wurden verstärkt vorangetrieben. An der Leybucht wurden der Leysander Polder (1769), der Hagenpolder (1770) und der Schulenburger Polder (1781) eingedeicht, an der Harlebucht der Friedrichsgroden (1765), Schweringsgroden (1804, komplett vollendet 1833), Friedrich-Augustengroden und Neu-Augustengroden (1806/10) sowie der Kielgroden (1810). Am Dollart schließlich kamen Landschaftspolder (1752) und Heinitzpolder (1773) hinzu.
Durch diese Binnenkolonisierung wurde es möglich, die wachsende Bevölkerung zu ernähren und zugleich weiterhin landwirtschaftliche Exporte zu tätigen. Lebten 1744 noch 83.000 Einwohner in Ostfriesland, waren es 1770 zirka 100.000 und 1805 dann 120.000. Die gute Konjunkturlage erlaubte es, in den Jahren 1798/99 eine lang gehegte, aber bis dahin nicht umgesetzte Wasser-Verbindung zwischen dem Verwaltungsmittelpunkt Aurich und der Seehafenstadt Emden zu verwirklichen: das Treckfahrtstief.
Nach der Schlacht bei Jena und Auerstedt 1806 wurde Ostfriesland in das Königreich Holland und damit in den französischen Machtbereich eingegliedert. Diese Annexion wurde 1807 von Preußen im Frieden von Tilsit anerkannt. 1808 wurden noch unter Holländischer Herrschaft die ostfriesischen Landstände aufgelöst.
Am 9. Juli 1810 kam es als Departement Ems-Orientale (Osterems) unmittelbar zum französischen Kaiserreich. Das westliche Ostfriesland (Rheiderland) wurde aufgrund alter niederländischer Ansprüche aus Ostfriesland ausgegliedert und dem niederländischen Département Ems-Occidental mit der Hauptstadt Groningen zugeschlagen, dem Département Osterems wurden dafür die Herrschaften Jever und Kniphausen mit Varel zugeschlagen. Frankreich brachte moderne Rechtsvorstellungen nach Ostfriesland und unternahm die ersten Schritte zu einem umfassenden Umbau des Gesellschaftssystems. Auf Anordnung Napoleons mussten die Ostfriesen 1811 die bisher dort unbekannten Familiennamen annehmen und ihr bisheriges kompliziertes System der patronymischen Namensvererbung aufgeben – dies setzte sich aber erst Mitte des 19. Jahrhunderts endgültig durch. Es wurden auch erstmals Bürgermeister in den Dörfern eingeführt. Die Dorfgesellschaften kannten bis dahin keine zentrale Verwaltungsstelle, da die Verantwortung auf die Olderlinge, Deichgrafen und andere lokale Honoratioren verteilt war. Außerdem wurde der Code civil eingeführt, der Gleichheit vor dem Gesetz, persönliche Freiheit und Schutz des Privateigentums garantierte. Zur Durchsetzung der Kontinentalsperre wurden zahlreiche französische Zollbeamte eingesetzt, deren Nachkommen teils noch immer in Ostfriesland leben. Einige Ostfriesen wurden in dieser wirtschaftlich schwierigen Zeit durch den England-Schmuggel wohlhabend, unter anderem mit Tee. Größeren Unmut erzeugten die Truppenaushebungen in Ostfriesland. 1811 kam es auf den Fehnen zu Tumulten, als hier die Männer zur Marine eingezogen werden sollten, die erst nach zwei Todesurteilen endeten.
Dennoch empfanden die meisten (auch die hier lebenden Juden, denen unter holländischer und später unter französischer Besetzung die Bürgerrechte und die völlige Gleichberechtigung zugestanden wurde) die Fremdherrschaft als bedrückend und beteiligten sich an den Befreiungskriegen gegen Napoleon. Nach dem Zusammenbruch seiner Herrschaft zogen in den Jahren 1813 bis 1815 erneut die Preußen ein und die alten Landesgrenzen wurden wiederhergestellt. Ostfriesische Soldaten nahmen an den Schlachten von Ligny und Belle-Alliance (Waterloo) teil.

#### Die hannoversche Zeit (1815–1866)

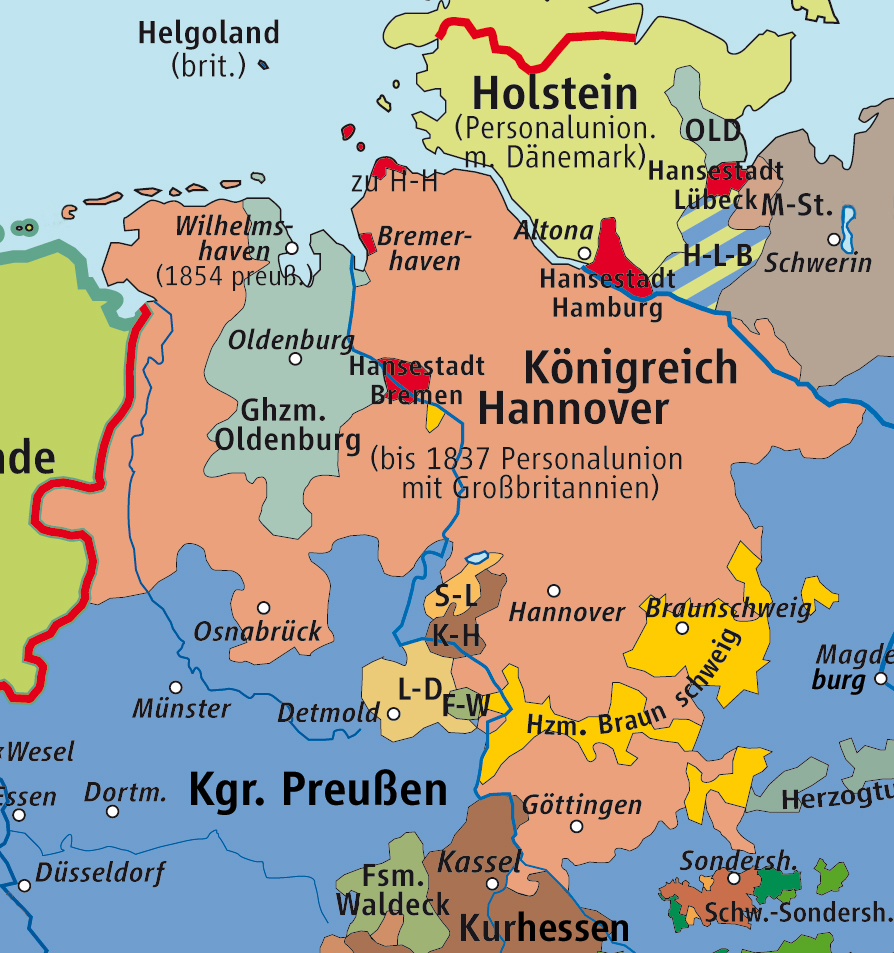
Königreich Hannover

Im Wiener Kongress wurde Preußen zwar ein Teil des Großherzogtums Warschau, die Provinz Posen, zugesprochen, und es erhielt Vorpommern, Westfalen und die Rheinprovinz, jedoch musste es Ostfriesland an das Königreich Hannover abtreten. Federführend war dabei Großbritannien, das die Festsetzung Preußens an der Nordseeküste verhindern wollte. Preußen musste sich im Frühjahr 1813 zur Bezahlung britischer Kriegslieferungen verpflichten und Ostfriesland an das Großbritannien in Personalunion verbundene Hannover abtreten.

„Der König von Preußen tritt an den König von Großbritannien und Hannover das Fürstentum Ostfriesland ab unter den Bedingungen, die im Artikel 5 über die Emsschifffahrt und den Handel im Emder Hafen gegenseitig festgelegt sind. Die Stände des Fürstentums werden ihre Rechte und Privilegien behalten.“

Trotz der vertraglichen Zusicherung wurden die Privilegien der Stände von den Königen von Hannover nicht wieder eingeführt. An ihre Stelle trat am 17. Juni 1817 eine Provinzialregierung für Ostfriesland, die dem Staats- und Kabinettsministerium direkt unterstellt war. Am 10. Mai 1823 wurde schließlich die Landdrostei Aurich als Mittelbehörde des Königreichs eingerichtet, welche die Aufgaben der Provinzialregierung übernahm. Im Gegensatz zu Preußen (das zum Beispiel immer auch die Abwesenheit der Ostfriesen in seinem Heer akzeptiert hatte) war innerhalb des Königreichs Hannover keine Sonderrolle für Ostfriesland vorgesehen. Die folgende Zeit war neben diesen rechtlichen Veränderungen von wirtschaftlichem Stillstand, teilweise Rückschritt geprägt.
Im Jahr 1846 erhielt nach 13 Jahren der Beratung die Ostfriesische Landschaft, in der nun auch Vertreter des Harlingerlandes saßen, eine neue Verfassung. Sie sicherte ihr immerhin eine Mitwirkung bei Gesetzen zu, die nur Ostfriesland betrafen.

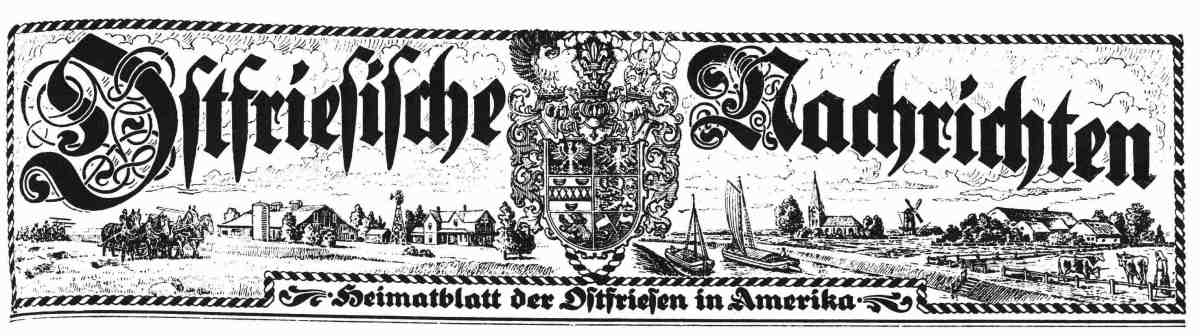
Auswandererzeitung Ostfriesische Nachrichten – Heimatblatt der Ostfriesen in Amerika

Zu dieser Zeit lebten etwa 142.000 Einwohner in Ostfriesland. Bis zum Ende der hannoverschen Zeit erhöhte sich die Einwohnerzahl um etwa 37 Prozent auf 194.033. Die schlechten Wirtschaftsbedingungen – die trotz des Baus der Hannoverschen Westbahn 1854–1856, der zunächst Leer und Emden an das Eisenbahnnetz anschloss, lange andauerten – führten zu einer Auswanderungswelle von Ostfriesen in die USA, die etwa um 1848/50 ihren ersten Höhepunkt erreichte. Ziele waren vor allem die Staaten Illinois und Iowa, in denen es noch heute Regionen gibt, in denen Plattdeutsch gesprochen wird. Die Auswanderer zogen bevorzugt mit Menschen zusammen, mit denen sie schon in ihren Heimatdörfern zusammengelebt hatten. Von 1882 bis 1971 erschien in den Vereinigten Staaten die Zeitung Ostfriesische Nachrichten – Heimatblatt der Ostfriesen in Amerika.
Als das Land mit der Annexion des Königreichs Hannover durch Preußen 1866 wieder preußisch wurde, stieß dies in Ostfriesland auf Begeisterung. Tatsächlich erfolgte spätestens ab den 1880er Jahren ein wirtschaftlicher Aufschwung. Darüber hinaus setzte sich die kulturelle Verbindung mit Deutschland („Duitsland“) endgültig durch, und die Verwendung der deutschen Sprache in der Schule wurde üblich (in manchen Gebieten wurde zuvor noch Niederländisch und auch Ostfriesisches Platt gesprochen).

#### Preußische Provinz im Deutschen Reich, Erster Weltkrieg (1871–1918)

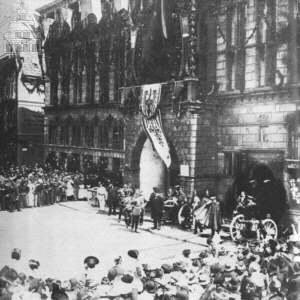
Aufnahme vom Besuch Kaiser Wilhelm II. am 2. Juli 1902 zur Einweihung des neuen Emder Hafens

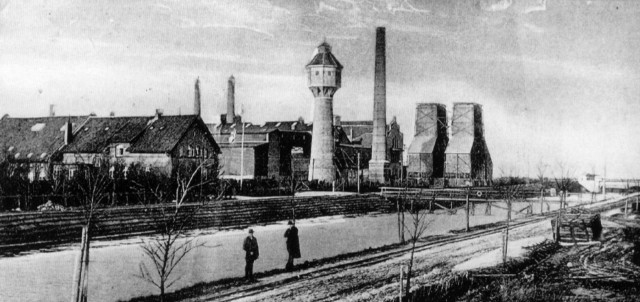
Torfkraftwerk Wiesmoor um 1910

Ostfriesland war nun Teil der preußischen Provinz Hannover. Aus der Landdrostei wurde der Regierungsbezirk Aurich gebildet, wobei die Bezeichnung Landdrostei ebenso wie die Ämterstruktur noch bis 1885 erhalten blieb. In diesem Jahr wurden die Landkreise Aurich, Emden (ohne Stadt Emden), Leer, Norden, Weener und Wittmund gebildet. Als kreisfreie Stadt kam Emden hinzu.
Mit der Reichsgründung am 18. Januar 1871 durch die Proklamation Wilhelms I. zum Deutschen Kaiser, wurde Ostfriesland in den konstitutionell-monarchistischen Bund aus 22 Einzelstaaten und drei freien Städten eingebunden, stand aber dennoch weiterhin unter preußischem Einfluss. So wurde 1880 bis 1888 der Ems-Jade-Kanal erbaut, der seine Entstehung dem Wunsch Preußens verdankte, seinen als Exklave im damaligen Großherzogtum Oldenburg gelegenen Kriegshafen Wilhelmshaven über den Wasserweg mit dem preußischen Ostfriesland, zu dem Wilhelmshaven bis 1937 politisch gehörte, und dem Emder Hafen zu verbinden.
Wirtschaftlich blieben Ackerbau und Viehzucht, insbesondere die Rinderzucht dominierend, wie schon seit der Mitte des 16. Jahrhunderts. Aurich und Leer waren zu dieser Zeit bedeutende Viehhandelsplätze. Die Industrialisierung fand hingegen nur sehr zögerlich statt. Bedeutung erlangten die Werften in Leer und Emden. Hier lagen auch die Handelszentren des Regierungsbezirks. Bei der wirtschaftlichen Förderung konzentrierte sich der preußische Staat auf Emden. Die Stadt entwickelte sich infolgedessen zum Seehafen des Ruhrgebiets und bedeutenden Umschlagplatz für Massengüter wie Erze und Kohle. Einen Anschub leistete dabei der 1899 fertiggestellte Dortmund-Ems-Kanal. 1913 wurde in der Stadt die Große Seeschleuse eingeweiht. Mit einer Binnenlänge von 260 Metern galt sie als eine der größten Seeschleusen der Welt. Mit dem Bau wurde auch ein neues Hafenbecken angelegt, der Neue Binnenhafen. Die Umschlag im Emder Hafen steigerte sich von 0,4 Millionen Tonnen im Jahr 1899 auf 3,5 Millionen Tonnen im Jahr 1913. Dieser Entwicklung folgten die anderen Städte nur bedingt. Lediglich in Leer gab es ein bescheidenes Wachstum, nachdem der Hafen von 1901 bis 1903 modernisiert worden war.

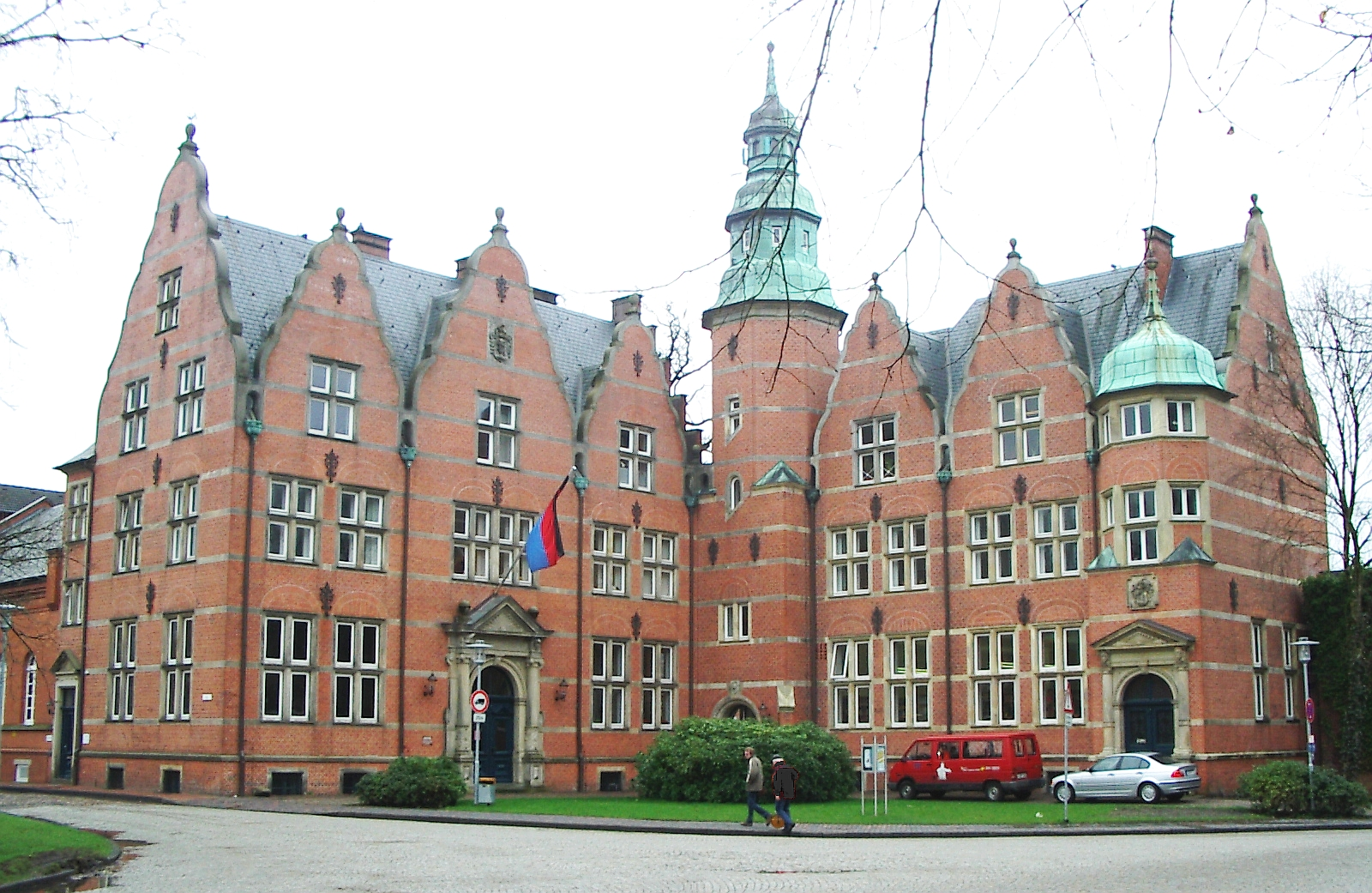
Die Ostfriesische Landschaft in Aurich, Bau in Formen der Neorenaissance

Das Bevölkerungswachstum in der Region setzte sich fort. 1905 lebten 251.666 Menschen in Ostfriesland, etwa 30 Prozent mehr als zu Beginn der preußischen Herrschaft. Um die Jahrhundertwende setzte ein Wirtschaftswachstum ein, das bis zum Beginn des Ersten Weltkrieges anhielt. Ab 1906 wurde der Nordgeorgsfehnkanal angelegt, der die planmäßige und industrielle Abtorfung des Wiesmoors ermöglichte, eines rund 100 Quadratkilometer großen, schwer zugänglichen Hochmoorgebiets im geografischen Zentrum der ostfriesischen Halbinsel. Erstmals kamen bei der Moorkolonisierung große und schwere Maschinen zum Einsatz. Der abgebaute Torf wurde ab 1909 im Torfkraftwerk Wiesmoor zur Elektrizitätserzeugung für weite Gebiete zwischen Ems und Unterelbe genutzt.
Wie im übrigen Reich wurde der Beginn des Krieges begeistert gefeiert. Viele junge Männer meldeten sich freiwillig. Das in Aurich stationierte Ostfriesische Infanterie-Regiment Nr. 78 wurde zunächst in Richtung Belgien geschickt und kam sowohl an der Westfront als auch an der Ostfront zum Einsatz. Nach dem Ende des Krieges wurde es Mitte 1919 aufgelöst.
Einen Tag vor der Abdankung des Kaisers wurde in Aurich und Emden am 8. November 1918 der erste Soldatenrat zur „Aufrechterhaltung der öffentlichen Ordnung“ gegründet. Wenig später folgten Leer, Norden, Esens, Wittmund und Dornum. Am 10. November 1918 wurde vor rund 100.000 begeisterten Demonstranten in Wilhelmshaven die Nordseestation und alle umliegenden Inseln und Marinebasen sowie das dazugehörige Oldenburger Land zur sozialistischen Republik Oldenburg/Ostfriesland ausgerufen. Zum Präsidenten des Freistaates Oldenburg wurde am 11. November Bernhard Kuhnt ernannt; er amtierte bis zum 3. März 1919. Am 27. Januar 1919 versuchte die KPD in der Doppelstadt Wilhelmshaven-Rüstringen vergeblich einen Putsch durchzuführen. In der ländlichen, eher konservativ ausgerichteten Bevölkerung Ostfrieslands konnten sich die Arbeiter- und Soldatenräte nicht etablieren, so lösten sie sich dort nach der Wahl zur Weimarer Nationalversammlung nach und nach auf.

### 20. Jahrhundert

#### Weimarer Republik
In der Weimarer Republik wurde in Person von Jann Berghaus 1922 erstmals wieder ein Ostfriese Regierungspräsident in Aurich. Diese Position hielt er bis zum Preußenschlag 1932 inne.

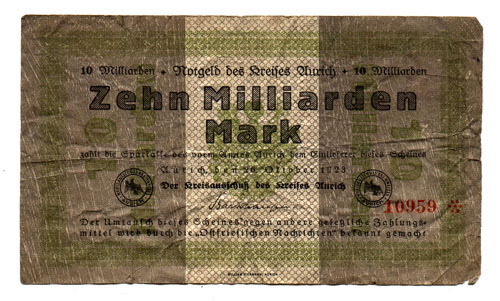
Notgeld des Kreises Aurich 1923

Ostfriesland als vorwiegend ländlich geprägte Region hatte nach dem Ersten Weltkrieg eine wirtschaftlich relativ günstige Phase erlebt. Mit ihren Überschüssen bedienten die Bauern einen Markt, der schnell wuchs. Während industrialisiertere Regionen und Städte erst später von der Weltwirtschaftskrise getroffen wurden, ergriff diese die Region jedoch früh. Ab 1924 kam es zu einem starken Preisverfall bei Agrarprodukten um bis zu 40 Prozent. Dies führte beispielsweise in der stark von der Landwirtschaft abhängigen Stadt Aurich zu einer fatalen Kettenreaktion. Der Wert der Höfe halbierte sich, die Landbevölkerung verarmte. Dadurch kam es häufig zu Zwangsversteigerungen unter Wert, was mit einer gewissen Verzögerung die Banken in eine Krise führte und schließlich Handwerk und Handel mit sich riss. Maßnahmen der Bezirksregierung, um die Konjunktur wieder anzukurbeln, wie Investitionen in Deichbau- und Landgewinnungsprojekte, die Moorkultivierung und den Bau mehrerer Schöpfwerke, blieben zumeist wirkungslos, was den direkten wirtschaftlichen Erfolg betraf. Der Landesausbau insgesamt profitierte jedoch.
Längerer Erfolg war vor allem zwei Maßnahmen beschieden: Seit 1925 errichteten die Nordwestdeutschen Kraftwerke, die 1921 den Torfabbau in Wiesmoor von der staatlichen Domänenverwaltung übernommen hatten, die mit 30 Morgen (rund 75.000 Quadratmeter) damals größten Treibhausanlagen Europas, die die Abwärme des Torfkraftwerks nutzten. In Leer wurde ab 1923 auf Initiative des Bürgermeisters Erich vom Bruch die bis dahin landwirtschaftlich genutzte Nesse-Halbinsel am Hafen überplant. Mehrere Industriebetriebe siedelten sich an, darunter eine Fabrik der Deutschen Libby GmbH. Auch entstand dort 1927 der modernste und größte Viehmarkt im Deutschen Reich.
Die Stadt Emden war zudem durch die Ruhrbesetzung durch Frankreich von ihrem Hauptmarkt, dem Ruhrgebiet, abschnitten. Die Ein- und Ausfuhr von Erz und Kohle nahmen deutlich ab. Dadurch kam die heimische Industrie, namentlich der Schiffbau zum Erliegen. Die folgenden Jahre waren geprägt durch eine hohe Arbeitslosigkeit, Streiks, und Rezession. In dieser Zeit breitete sich der bis dato unbedeutende Antisemitismus in Ostfriesland aus, der sich unter anderem gegen den jüdischen Viehhandel richtete, dem manche in der Zeit der damaligen Agrarkrise mit Vorurteilen und Misstrauen begegneten. Vor allem der Fall des Borkumer Pastors Ludwig Münchmeyer, der mit antisemitischen Hasstiraden das Publikum aufhetzte und anschließend im sogenannten Münchmeyer-Prozess gezwungen wurde, sein Amt als Pastor aufzugeben, erregte dabei reichsweites Aufsehen.
1932 wurde in Ostfriesland eine Kreisreform durchgeführt. Der Kreis Weener wurde aufgelöst und in den Landkreis Leer integriert. Der Kreis Emden wurde ebenfalls aufgelöst, nachdem die kreisfreie Stadt Emden bereits vier Jahre zuvor einige Gebiete des Kreises eingemeindet hatte. Der Großteil des Kreises Emden, darunter das Gebiet der heutigen Gemeinden Krummhörn, Hinte und Wirdum, kam zum Landkreis Norden, ein kleinerer Teil (Oldersum, Tergast) zum Landkreis Leer, der dadurch nahezu seine heutige Größe erreichte.
Bei den Reichstagswahlen von 1932 wählten 44,2 % der Stimmberechtigten im Regierungsbezirk Aurich die NSDAP. Die Wahl von 1933 besiegelte schließlich das Ende der Demokratie auch in Ostfriesland.

#### Nationalsozialismus

##### Nach der Machtübernahme

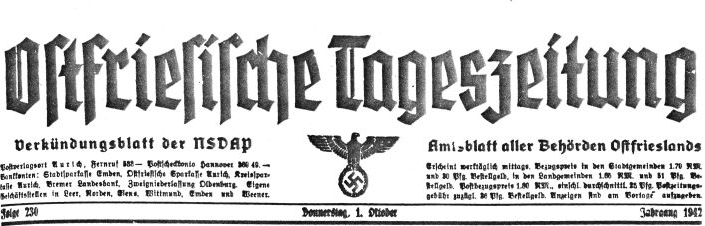
Ostfriesische Tageszeitung vom 1. Oktober 1942

Nach der nationalsozialistischen Machtergreifung kam es in den Folgejahren zu einigen Großveranstaltungen in Aurich mit mehreren Tausend begeisterten Zuhörern. Bei der Reichstagswahl 1933 erreichte die NSDAP im Landkreis Wittmund mit 71 Prozent der abgegebenen Stimmen ihr Spitzenergebnis.
Mit Verleumdungskampagnen, teilweise auch mit roher Gewalt, wurden ab 1933 demokratisch gewählte Politiker aus dem Amt gedrängt. In Leer beging Bürgermeister Erich vom Bruch nach massiven Vorwürfen und Drohungen im Mai 1933 Selbstmord, im Oktober wurde Emdens Oberbürgermeister Wilhelm Mützelburg nach körperlichen Misshandlungen durch Nationalsozialisten im Wortsinne „aus dem Rathaus geworfen“. Die Medien wurden gleichgeschaltet, was auf nur geringen Widerstand traf. Wichtigstes Organ der NSDAP war die 1932 gegründete Ostfriesische Tageszeitung (OTZ), die zum regionalen Leitmedium wurde. Durch das Gleichschaltungsgesetz konnte die Reichsregierung Gesetze erlassen.
Zwei Jahre später verbesserte sich scheinbar die wirtschaftliche Lage. Das schon in der Weimarer Republik begonnene Konjunkturprogramm wurde von den Nationalsozialisten in Ostfriesland erheblich ausgebaut. Noch am 1. Januar 1933 hatte Ostfriesland 21888 Arbeitslose zu vermelden, zum Jahresende 1935 waren es noch 248 und bis 1938 sank die Zahl auf 31, was auch der Einführung der Allgemeinen Wehrpflicht geschuldet war.
Verbände und Vereine wurden nach dem Führerprinzip strukturiert, jüdische Mitglieder hinausgedrängt und die freie Marktwirtschaft eingeschränkt. Auch in die Verwaltungsstrukturen griffen die Nationalsozialisten ein: Ostfriesland zählte nun zum Gau Weser-Ems der NSDAP.
Seit Anfang 1933 hatten vor allem Juden unter Repressionen staatlicher Organe zu leiden. Sozialisten und Kommunisten wurden in „Schutzhaft“ genommen und zum Teil in Konzentrationslagern inhaftiert. Zwei Monate nach der Machtergreifung und vier Tage früher als in anderen Teilen des deutschen Reiches begann in Ostfriesland der Boykott jüdischer Geschäfte. Am 28. März 1933 postierte sich die SA vor den Geschäften. In der Nacht wurden in Emden 26 Schaufensterscheiben eingeworfen, was die Nationalsozialisten später den Kommunisten anlasten wollten.

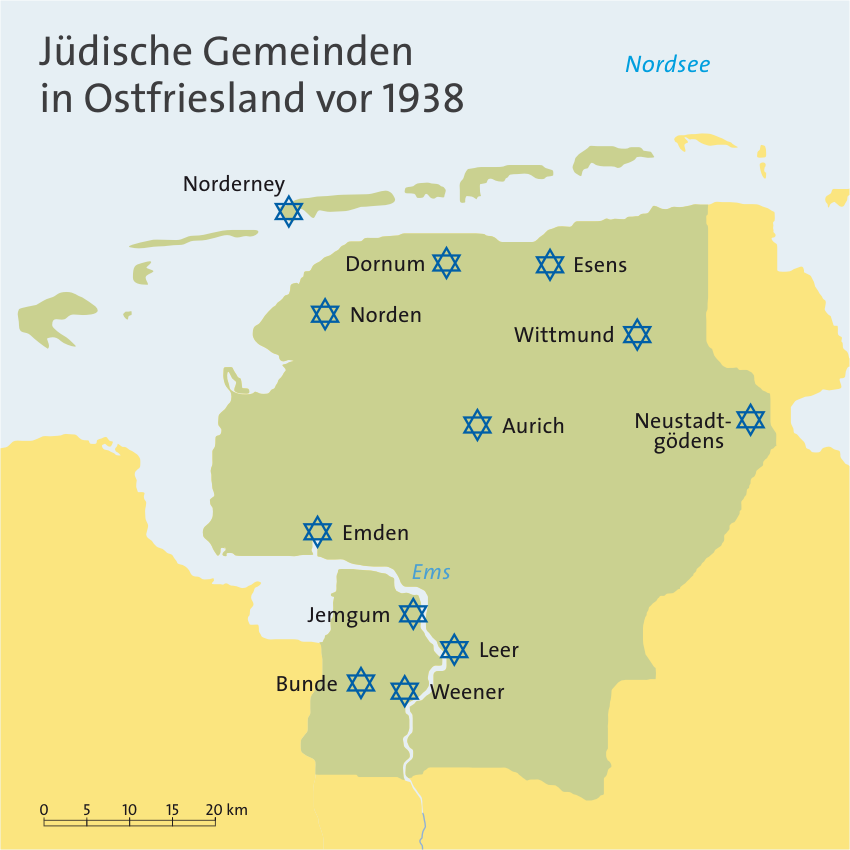
Jüdische Gemeinden in Ostfriesland vor 1938

In der Nacht vom 9. auf den 10. November 1938 beteiligten sich SA-Truppen an den landesweiten Novemberpogromen, euphemistisch auch als Reichskristallnacht bezeichnet. In dieser Nacht wurden die Synagogen von Aurich, Emden, Esens, Leer, Norden und Weener niedergebrannt. Die Synagoge in Bunde war schon vor 1938 an den Kaufmann Barfs verkauft und umgestaltet worden (die Synagoge steht bis heute, ist allerdings als solche durch mehrere Umbaumaßnahmen nicht zu erkennen). Die Synagoge von Jemgum war bereits um 1930 verfallen. Die örtliche Synagoge der Jüdischen Gemeinde Neustadtgödens war bereits 1936 aufgelassen und im Juni 1938 an einen Privatmann verkauft worden, so dass das Gebäude verschont blieb. Die Synagoge auf Norderney wurde 1938 verkauft, die in Wittmund war im Juni 1938 auf Abbruch verkauft worden. Erhalten ist heute nur noch die Synagoge von Dornum, welche am 7. November 1938 an einen Tischler verkauft wurde. Männliche Juden im Alter zwischen 16 und 60 Jahren wurden zusammengetrieben und zum Teil stundenlang gedemütigt. Anschließend wurden sie über Oldenburg in das KZ Sachsenhausen deportiert, aus dem sie erst nach Wochen zurückkehren konnten. Der Verfolgungsdruck verstärkte sich weiter, und zwei Jahre später, im April 1940, meldeten die ostfriesischen Städte und Landgemeinden dem Regierungspräsidenten, früher als anderswo im Reich, dass sie „judenfrei“ seien.

##### Zweiter Weltkrieg
Die Kriegsvorbereitungen begannen auch in Ostfriesland sehr früh.
Mit Einführung der allgemeinen Wehrpflicht wurden nach Aurich auch Emden und Leer Garnisonsstädte.
Während des Weltkrieges war Emden als wirtschaftliches wie industrielles Zentrum Ostfrieslands mehrfach Ziel von Luftangriffen, die jedoch zunächst nur geringere Schäden anrichteten. Am 27. September 1943 fanden in Esens 165 Menschen bei einem Bombenangriff den Tod. Das „Armen- und Arbeiterhaus“ wurde völlig zerstört, im Keller des Gebäudes starben 102 Schul- und Landjahrkinder. Esens – selbst ohne militärische Bedeutung – wurde als sogenanntes „Target of Opportunity“ (Gelegenheitsziel) von verirrten Bombern getroffen, die eigentlich Emden als Ziel hatten. Aurich wurde während des Krieges dreimal bombardiert. Dabei kamen 17 Menschen ums Leben und 24 wurden verletzt. Am 6. September 1944 wurde Emden erneut bombardiert. Beim Angriff alliierter Bombereinheiten wurden rund 80 Prozent der Innenstadt und damit fast die gesamte historische Bausubstanz zerstört, darunter auch das Rathaus. Auf den Werften und an den Hafenumschlagsanlagen richteten die Bomben hingegen nur vergleichsweise geringe Zerstörungen an.

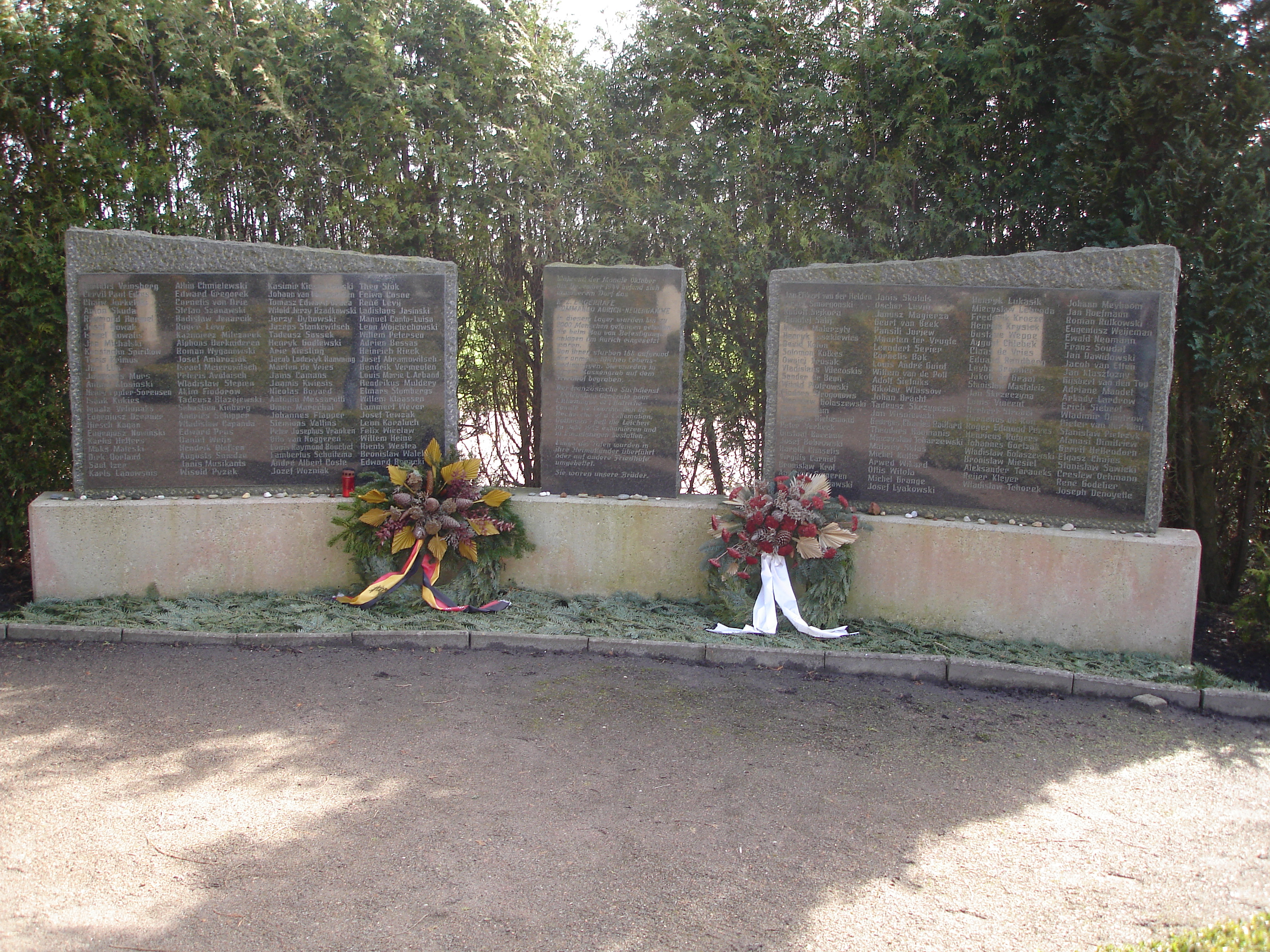
Mahnmal mit den Namen der 188 Opfer des KZ Engerhafe

Gegen Ende des Krieges wurde 1944 das KZ Engerhafe errichtet. Die hier unter unmenschlichen Bedingungen Inhaftierten mussten Panzergräben rund um die zur Festung erklärte Stadt Aurich ausheben. Kurz vor der Fertigstellung der „Rundumverteidigung Aurichs“ wurde das Lager am 22. Dezember 1944 aufgelöst. Innerhalb der zwei Monate seines Bestehens starben 188 Häftlinge.
Ende April 1945 erreichten Alliierte Bodentruppen Ostfriesland. Im südlichen Rheiderland wurden durch Flammenwerfer einige kleinere Dörfer und Höfe dem Erdboden gleichgemacht. In Weener wurden durch Häuserkämpfe und Artilleriebeschuss einige Häuser beschädigt oder zerstört. Am 30. April wurde Leer von kanadisch-britischen Truppen eingenommen. Bis zum 2. Mai erreichten sie auch Oldersum und Großefehn. Am 3. und 4. Mai 1945 verhandelte eine Delegation aus Aurich erfolgreich mit den heranrückenden Kanadiern zur kampflosen Übergabe der Stadt. Diese erfolgte am 5. Mai 1945, nachdem ein am 4. Mai bei Lüneburg unterzeichneter Vertrag zur bedingungslosen Kapitulation der drei in Nordwestdeutschland operierenden deutschen Armeen am selben Tag um acht Uhr in Kraft getreten war.

#### Nachkriegszeit

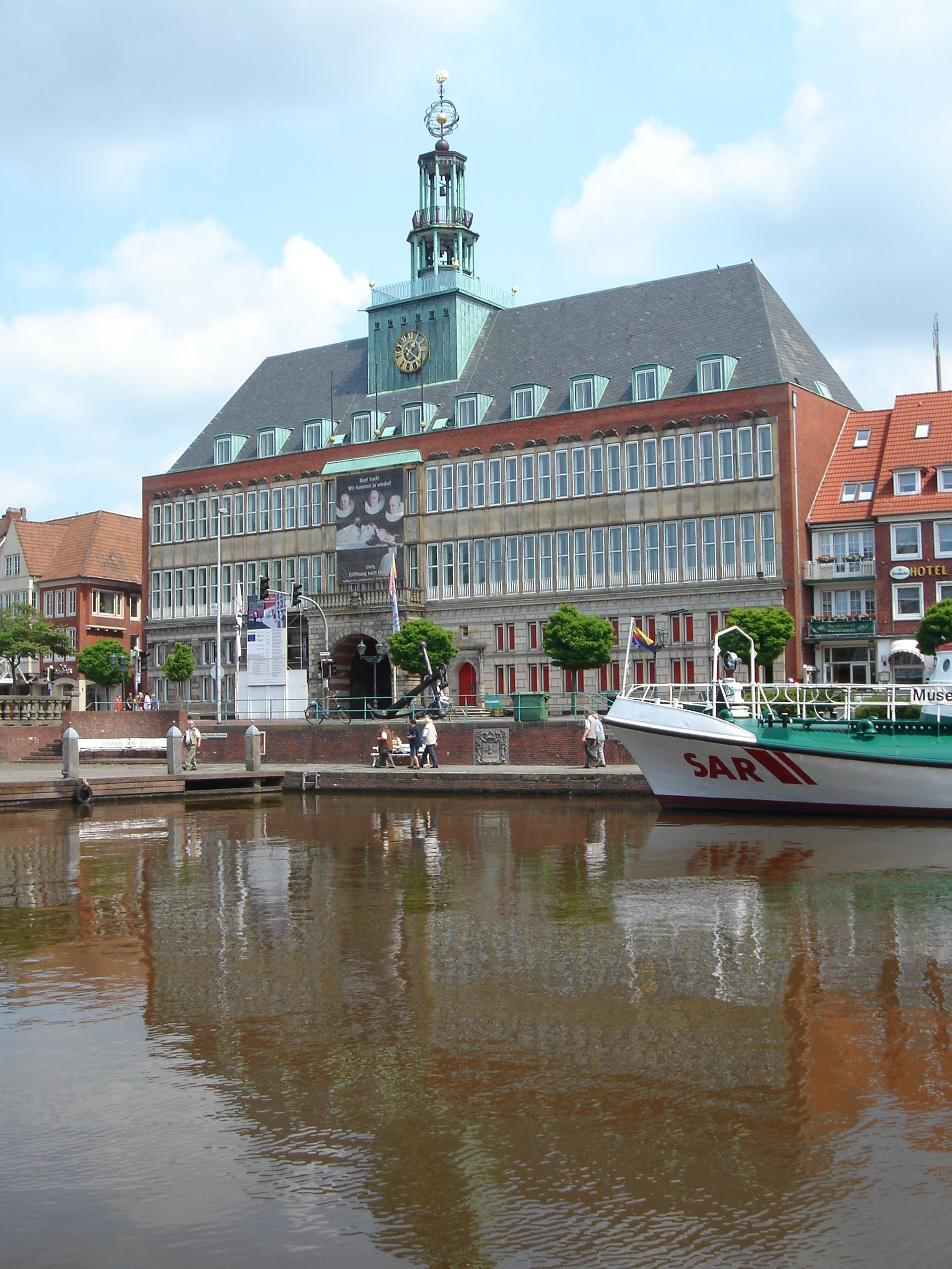
Nach historischem Vorbild in moderner Weise wieder aufgebautes Emder Rathaus (1962)

Nach Ende des Zweiten Weltkrieges wurde Ostfriesland Teil der britischen Besatzungszone. Dabei waren auch kanadische Soldaten in Ostfriesland stationiert. In den Niederlanden gab es Überlegungen, einige Gebiete Deutschlands zu annektieren, wobei der Dollart, die Emsmündung und Borkum ins Auge gefasst wurden, um Emden vom Seehandel abzuschneiden. Diese Pläne scheiterten jedoch am Widerstand der Westalliierten.
1946 bildeten die Briten aus den Ländern Hannover, Braunschweig, Oldenburg und Schaumburg-Lippe das Land Hannover, aus dem später das Land Niedersachsen hervorging. Ostfriesland kam als Regierungsbezirk Aurich innerhalb der Provinz Hannover dazu.
Das Land wurde von vielen Flüchtlingen und Vertriebenen aus den Ostgebieten des Deutschen Reiches bevölkert. Lebten 1945 noch etwa 295.600 Einwohner in Ostfriesland, waren es ein Jahr später 364.500, 1948 bereits 390.334. 1950 wurde mit 391.570 Einwohnern das vorläufige Maximum erreicht, unter ihnen stellten die Vertriebenen 16,3 Prozent. Danach nahm die Bevölkerungszahl allmählich wieder ab. 1959 hatte Ostfriesland 358.218 Einwohner, davon 38.678 Heimatvertriebene, was einem Anteil von 10,8 Prozent entsprach.
Die Infrastruktur in einigen ländlichen Gemeinden war nach dem Zweiten Weltkrieg äußerst dürftig. Dies verdeutlicht der folgende amtliche Vermerk.

„1947 hatten noch zwölf Gemeinden [die oft nur aus einem Dorf und seinem Umland bestanden] des Kreises keinen Anschluss an das Straßennetz und waren in den Moorgegenden, aber zum großen Teil auch auf der Geest, von Oktober bis April von motorisierten Fahrzeugen gar nicht und auch sonst nur sehr schwer zu erreichen“

Zwischen 1948 und 1952 wurden allein im Landkreis Aurich (damals bestehend aus dem heutigen Gebiet der Kommunen Aurich, Ihlow, Südbrookmerland und Großefehn) mehr als 113 Kilometer befestigte Straßen ausgebaut, wobei neben Betonbrocken von ehemaligen (Militär-)Flugplätzen im Landkreis Wittmund auch Trümmermaterial der im Krieg stark zerstörten Städte Emden und Wilhelmshaven verwendet wurde.
Der Landkreis Aurich war es auch, der den höchsten Anteil an Kleinwohnungen aufzuweisen hatte. Bereits eine Untersuchung von 1941 hatte ergeben, dass von 11.555 Wohnungen im Landkreis 2.745 als gesundheitsschädlich und 1.819 als menschenunwürdig eingestuft wurden. Dabei spielte besonders der hohe Anteil von Gemeinden in Moorgegenden eine Rolle. Allerdings war die Lage in den Moorgebieten der anderen Landkreise vergleichbar.
Die Arbeitslosigkeit war zu Beginn der 1950er Jahre außerordentlich hoch. Im Landkreis Aurich kamen per 31. Dezember 1951 auf 1000 Arbeitnehmer 405 Arbeitslose, neben Deggendorf die höchste Arbeitslosenquote in Deutschland. Besonders betroffen waren davon die Vertriebenen.
Der Wiederaufbau nach dem Krieg dauerte in Emden aufgrund der massiven Zerstörungen am längsten. Noch zu Beginn der 1960er Jahre gab es in der Stadt Barackenlager. Von 1959 bis 1962 wurde das Emder Rathaus nach historischem Vorbild wieder aufgebaut – allerdings in sachlicherem, weniger manieristischen Stil. Die Einweihung wurde bewusst auf den 6. September 1962 gelegt – also auf den Tag 18 Jahre nach der Zerstörung des Gebäudes.

#### Wirtschaftswunder, Verwaltungsreformen, kulturelles Eigenbewusstsein
Durch die zunehmende Mechanisierung gingen in der Landwirtschaft zusehends Arbeitsplätze verloren. Das Wirtschaftswunder ging jedoch auch an Ostfriesland nicht vorbei. Industrieller Kern der Region blieb Emden, wo nach Genehmigung durch die Alliierten seit 1950 wieder Schiffe vom Stapel liefen. 1964 wurde mit dem Bau des bis heute wichtigsten Industriebetriebs begonnen, dem Volkswagenwerk Emden. 1977 lief dort der letzte in Deutschland gebaute VW Käfer vom Montageband, seitdem wird dort der VW Passat hergestellt.
Die in den 1970er Jahren beginnende Werftenkrise führte jedoch sukzessive zu einem Abbau von Arbeitsplätzen, bei der größten Werft Nordseewerke in Emden nach und nach auf das Niveau von etwa 1450 Beschäftigten. Auch der Büromaschinenhersteller Olympia schloss Anfang der 1980er Jahre zwei Zweigwerke in Norden und Leer.
Die Stahlkrise einerseits, aber auch die Umleitung der Importe von Erzen nach Rotterdam andererseits bedeuteten für den Emder Hafen einen stetigen Abbau des Umschlags von Erzen und später auch Kohle. Andere Wirtschaftszweige konnten diesen Arbeitsplatzabbau nicht auffangen. Vom Tourismussektor abgesehen, der stets ein stabiler, wenn auch stark saisonabhängiger Faktor auf dem Arbeitsmarkt war, konnten auch Dienstleistungsbranchen in der peripheren Region den Verlust an Arbeitsplätzen nicht ausgleichen. Ostfriesland litt daher jahrzehntelang unter einer überdurchschnittlich hohen Arbeitslosenquote. In der Mitte der 1980er Jahre lag sie beispielsweise im Bereich der Arbeitsamts-Geschäftsstelle Norden in den Wintermonaten bei etwa 20 Prozent.
1984 wurde in Aurich der Windenergieanlagenhersteller Enercon gegründet, der heute mehr als 4000 Beschäftigte in Ostfriesland zählt und auch bei einer Vielzahl von Zulieferbetrieben in der Region Beschäftigung sichert. In den 1980er Jahren begann der Aufstieg Leers zum zweitgrößten deutschen Seereedereistandort nach Hamburg. Größter privater Dienstleistungsbetrieb in Ostfriesland ist die Bünting-Gruppe in Leer, ein Handelsunternehmen mit zirka 7500 Beschäftigten, allerdings nicht alle davon in Ostfriesland. Als stabiler Faktor erweist sich die Industrie in Emden mit dem VW-Werk und den Nordseewerken sowie der Umschlag im Emder Hafen, der sich in den vergangenen rund zwei Jahrzehnten zum drittgrößten Autoverladehafen Europas gewandelt hat. Die Arbeitslosenquote ist seit Mitte der 1990er Jahre zurückgegangen und liegt heute im deutschen Durchschnittsbereich.

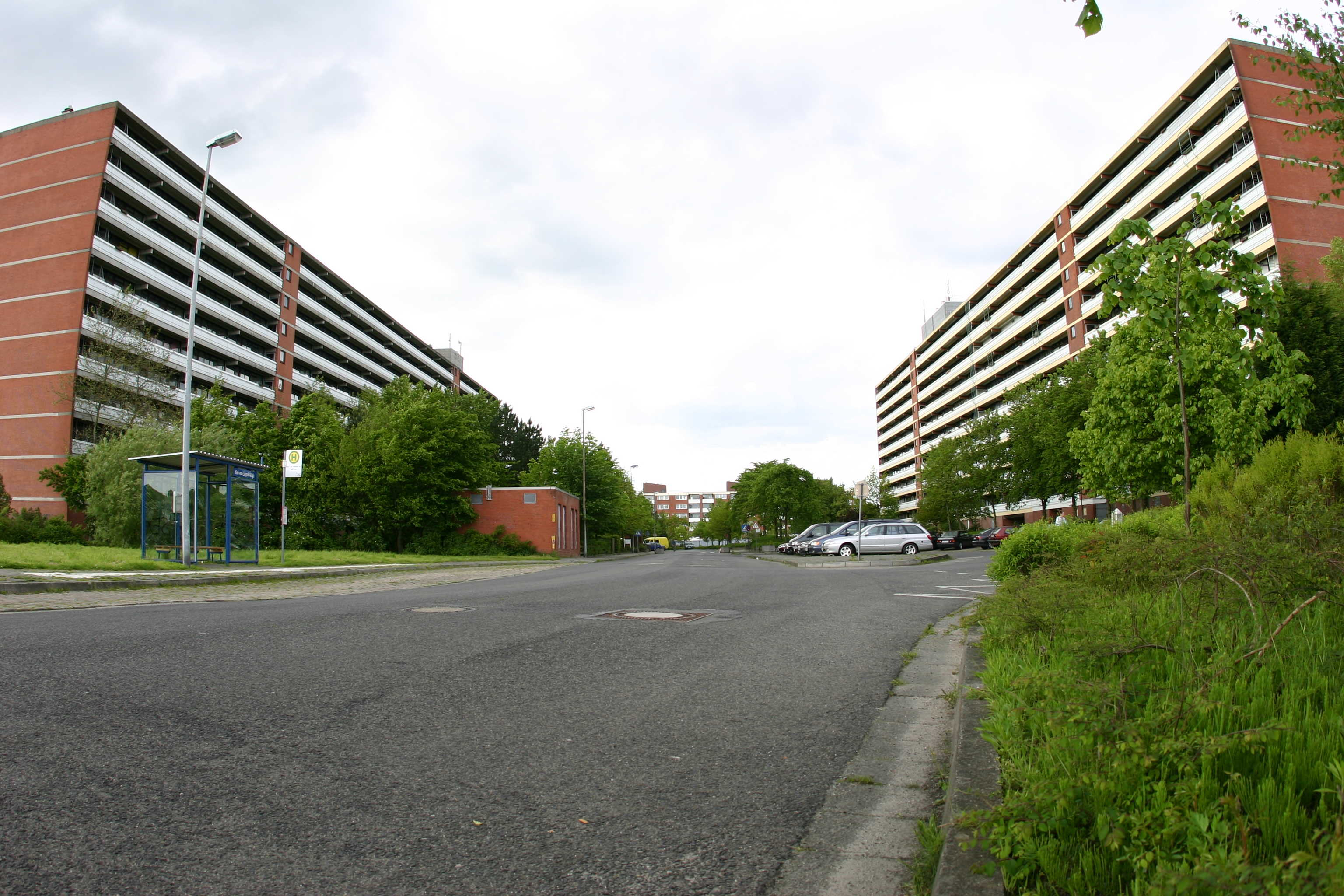
Die Glaspaläste in Emden, die größten Wohnhäuser Ostfrieslands

In den späten 1960er Jahren und frühen 1970er Jahren wurde in Norden ein umfangreiches Stadtsanierungsprogramm begonnen. Dadurch wurden viele kleine Arbeiterhäuschen abgerissen und durch als modern empfundene, bis zu achtgeschossige Wohnbauten ersetzt. Pläne, in der kleinteiligen Leeraner Altstadt eine sogenannte Flächensanierung vorzunehmen und die historischen Gebäude durch Wohn- und Geschäftsbauten des damaligen Zeitgeistes zu ersetzen, wurden nicht verwirklicht. Stattdessen wurden die meisten der alten Häuser saniert. Leer hat heute die am besten erhaltene historische Innenstadt Ostfrieslands. Pläne, auch einen Teil des Hafens zuzuschütten, wurden ebenfalls nicht verwirklicht.

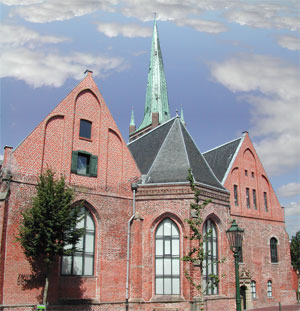
Johannes a Lasco Bibliothek in Emden

In Emden wurde bereits 1959 das erste Hochhaus (acht Stockwerke) fertiggestellt. Ende der 1960er Jahre und Anfang der 1970er Jahre kamen mehrere bis zu elfgeschossige Hochhäuser hinzu, darunter die sogenannten Glaspaläste im Stadtteil Barenburg.
Mit der Nordseehalle (1972), der Kunsthalle (1986), der Johannes a Lasco Bibliothek in Emden (1995) und kleineren Museen in anderen ostfriesischen Orten wurde die kulturelle Infrastruktur seit Anfang der 1970er Jahre deutlich ausgebaut. 1973 wurde Emden Fachhochschulstandort.
Im Zuge der Kommunalreform wurde 1972 die vormals ostfriesische Gemeinde Gödens in die oldenburgische Gemeinde Sande eingegliedert. Innerhalb Ostfriesland wurden viele kleine Gemeinden mit einer teils nur dreistelligen Einwohnerzahl zu größeren Gemeinden oder Samtgemeinden verschmolzen. Auf diese Weise entstanden beispielsweise die Gemeinden Uplengen und Krummhörn aus jeweils 19 Gemeinden, die nur aus Dörfern und ihrem näheren Umland bestanden hatten. Auch haben Städte in größerem Umfang umliegende Gemeinden eingegliedert. Als Beispiel kann die Stadt Aurich angeführt werden, die 20 Gemeinden inkorporierte und damit auf eine Größe von 197 Quadratkilometern wuchs. Damit war der heutige Umfang der Städte und Gemeinden im Wesentlichen hergestellt. Seither gab es Änderungen bei den Städte- und Gemeindegrenzen nur noch durch Flächentausch in geringerem Umfang.
1978 wurde der Regierungsbezirk Aurich mit den Bezirken Osnabrück und Oldenburg im Regierungsbezirk Weser-Ems zusammengefasst. Seit 1978 ist Ostfriesland somit keine eigenständige Verwaltungseinheit mehr. Lediglich die Ostfriesische Landschaft als Landschaftsverband ist weiterhin ostfrieslandweit tätig – politisch jedoch lediglich auf dem Gebiet der Kulturpolitik, wozu unter anderem die Pflege des Plattdeutschen, die Aufarbeitung der Geschichte Ostfrieslands, die Bewahrung des Kulturerbes und seit 2006 auch Teile des Regionalmarketings gehören. „Die Landschaft“, wie sie kurz genannt wird, ist eine Körperschaft des öffentlichen Rechts und ein höherer Kommunalverband, jedoch explizit keine Gebietskörperschaft. Die Landschaftsversammlung als oberstes Organ setzt sich aus gewählten Vertretern zusammen, die von den drei Kreistagen und dem Emder Stadtrat zu benennen sind und versteht sich als identitätsstiftende Institution aller Ostfriesen. Rund um den oll’ Mai (10. Mai), an dem in früheren Zeiten das Administrationskollegium -ein Vorläufer des heutigen Landschaftskollegiums- dem Parlament der Landschaft seinen Rechenschaftsbericht ablegte, organisiert die Landschaft eine Fachtagung zu einem ihrer Aufgabengebiete. Zu dieser Gelegenheit finden Ehrungen statt und für die Region verdienstvolle Nicht-Ostfriesen bekommen die Ehrenbürgerschaft, das sogenannte „Indigenat“ verliehen. Außerdem wird ein Kulturpreis an ausgezeichnete Projekte oder Personen verliehen. Unter den Landschaften und Landschaftsverbänden in Niedersachsen ist die Ostfriesische Landschaft, 1464 ins Leben gerufen, mit Abstand die älteste – alle anderen wurden erst im 20. Jahrhundert gegründet.
Der Landkreis Wittmund wurde im Zuge der 1977 durchgeführten Kreisreform in Niedersachsen aufgelöst und mit den Gemeinden Jever, Sande, Schortens, Wangerland, Wangerooge des Landkreises Friesland zu einem neuen Landkreis Friesland zusammengeschlossen, dessen Kreisstadt Wittmund wurde. Nach einer Verfassungsbeschwerde erklärte der Niedersächsische Staatsgerichtshof in Bückeburg die Kreisreform im Raum Friesland für verfassungswidrig. Daraufhin stellte der Niedersächsische Landtag zum 1. Januar 1980 die Landkreise Ammerland, Friesland und Wittmund in ihrer ursprünglichen Form vom 31. Juli 1977 wieder her.
Zur Regelung strittiger Fragen in der deutsch-niederländischen Grenzfrage, die vor allem die Meeresgrenze vor Ostfriesland betrifft, schlossen beide Seiten am 10. September 1984 den Kooperationsvertrag Ems-Dollart. Zur Regelung der Schifffahrt im umstrittenen Gebiet wurde am 22. Dezember 1986 die Schifffahrtsordnung Emsmündung getroffen, die am 1. Oktober 1989 in Kraft trat. 1996 folgte das Ems-Dollart-Umweltprotokoll.

### 21. Jahrhundert

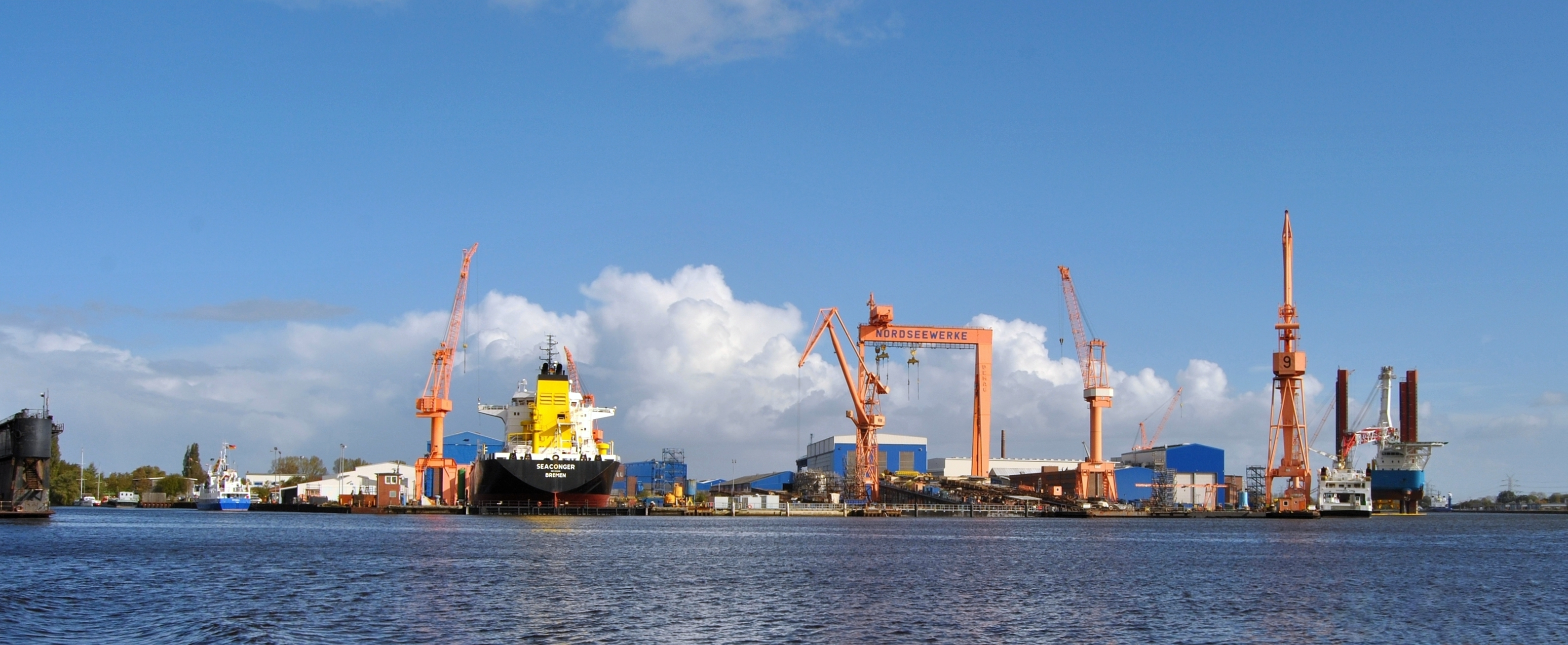
Blick von Südwesten auf die Nordseewerke mit dem Emder Binnenhafen im Vordergrund

Im 21. Jahrhundert setzte sich der Niedergang der Werftindustrie fort. Betroffen davon war vor allem Emden, wo die Cassens-Werft 2018 und die Nordseewerke nach mehreren Eigentümerwechseln unter dem Namen Fosen Yards 2022 ihren Betrieb einstellten. Während bei den Nordseewerken zuletzt noch etwa 1000 Mitarbeiter beschäftigt waren, arbeiteten bei Fosen Yards noch etwa 75 Mitarbeiter.
Eine Krise durchlief zu Beginn des 21. Jahrhunderts auch die Windkraftindustrie. So stoppte Enercon nach einer Reform des Erneuerbare-Energien-Gesetzes 2014 sämtliche Investitionen in Deutschland. 2019 kündigte das Unternehmen einen massiven Stellenabbau an und begründete diesen Schritt mit heftiger Kritik an der Energiepolitik der Bundesregierung.
Im Zuge der Umstellung auf die Produktion von Elektroautos gab Volkswagen an, etwa eine Milliarde Euro in seinen Standort Emden investieren zu wollen. Dafür sollen auf dem Gelände des Werkes unter anderem sechs neue Hallen entstehen. 2022 begann die Produktion des Elektro-SUVs VW ID.4 in Emden, 2023 folgte der Passat-Nachfolger ID.7.
Auf politischer Ebene gab es den Versuch, mit dem Regionalrat Ostfriesland eine gemeinsame Interessenvertretung der Region Ostfriesland gegenüber dem Land Niedersachsen, der Bundesrepublik Deutschland, der Europäischen Union und sonstigen Stellen einzurichten. Die Landkreise Aurich, Leer, Wittmund sowie die kreisfreie Stadt Emden gründeten das Gremium am 25. August 2010. Ein Beitritt des Landkreises Friesland sowie der Stadt Wilhelmshaven wurde angestrebt, allerdings nie vollzogen. Am 24. April 2015 beschloss der Hauptausschuss des Regionalrates die Auflösung des Gremiums. Als Grund wurden u. a. die nicht funktionierende Arbeit in den Fachausschüssen sowie die fehlenden Kompetenzen des Regionalrats genannt.
Um den Strukturwandel in Ostfriesland voranzubringen und zu gestalten, schlossen sich die vier Kommunen am 30. September 2020 zur Allianz für Ostfriesland mit Sitz im Amt für regionale Landesentwicklung in Aurich zusammen. Begleitet werden die Kommunen von der Hochschule Emden/Leer, die etwa als Innovationstreiber agieren und Strukturwandelprojekte entwickeln soll.

Das Energie-, Bildungs- und Erlebniszentrum in Aurich

Die Stadt Aurich eröffnete am 1. Juli 2015 das Energie-, Bildungs- und Erlebniszentrum (EEZ). Dort will sich die Kommune als „Stadt der regenerativen Energien“  präsentieren, Auf rund 6800 Quadratmetern beherbergt das EEZ die Lehrwerkstätten Mechanik und Elektronik sowie das Besucherzentrum von Enercon, das Studienseminar Aurich mit dem Zentrum für nachhaltige Ernährung der Rut- und Klaus-Bahlsen-Stiftung, Büros des Regionalen Pädagogischen Zentrums der Ostfriesischen Landschaft sowie des Kompetenzzentrums „Energie“ der Wachstumsregion Ems-Achse und des Verkehrsvereins Aurich und eine etwa 1800 Quadratmeter große Ausstellung.
2018 erwarb die Ostfriesische Landschaft zwei Flügel der ehemaligen Kleiderkammer der ehemaligen Blücher-Kaserne. Dort entstand das Sammlungszentrum für historisches ostfriesisches Kulturgut entstehen, in dem die Landschaft Bestände der archäologischen Landesaufnahme, der Landschaftsbibliothek, des Kostümfundus, der Graphothek sowie der allgemeinen kulturhistorischen Sammlung aufbewahren will. Im Zuge des Umbaus ließ die Landschaft dafür auf etwa 1400 m² zusätzliche Depotfläche und auf knapp 700 m² Büros, Werkstätten und Funktionsräume einrichten.

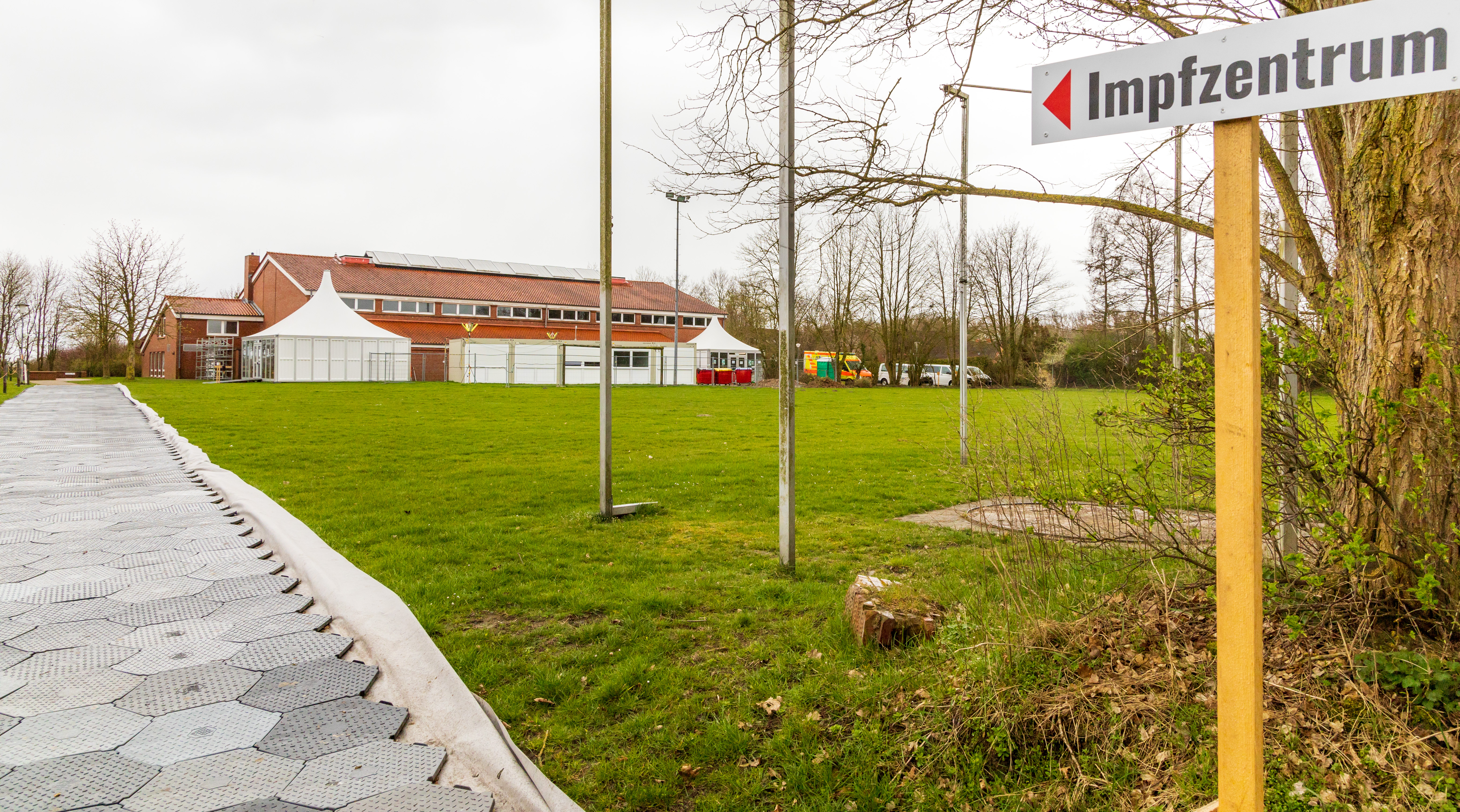
Das damalige Impfzentrum in der Sporthalle Georgsheil

Die Corona- und die Energie-Krise nach dem Russischen Überfall auf die Ukraine 2022 trafen die Tourismusbranche und den Einzelhandel in Ostfriesland schwer. So beschlossen die Ministerpräsidenten der Länder Niedersachsen, Schleswig-Holstein und Mecklenburg-Vorpommern im Zuge der COVID-19-Pandemie in Deutschland ab dem 16. März 2020 den Zugang zu den Inseln der Nord- und Ostsee für Touristen zu unterbinden. Die Allgemeinverfügung wurde durch den Landkreis Aurich am 17. März 2020 bekanntgegeben. Diese Regelung wurde später mehrfach gelockert und verschärft. Zeitweilig galt ein landesweites Beherbergungsverbot für Touristen, die nicht aus Niedersachsen kamen. Auch für den Einzelhandel und die Gastronomie galten massive Einschränkungen, die die Landesregierung 2022 nach und nach lockerte. Im Zuge der Pandemie hatten die ostfriesischen Landkreise sowie die Stadt Emden mehrere große provisorische Impfzentren eingerichtet. Nachdem ein Großteil der Bevölkerung mindestens einmal geimpft war und die Nachfrage nachließ, schlossen die großen Impfzentren wieder, so etwa das des Landkreises Aurich in der Sporthalle in Georgsheil: Nach 140.000 verabreichten Impfungen war dort am 23. September 2021 Schluss.
Die EWE kündigte 2022 eine Großinvestition in die Region an: In Emden will der regionale Energieversorger für eine knappe halbe Milliarde Euro eine Großanlage zur Produktion von Wasserstoff bauen. Die 320-Megawatt-Anlage soll bis Ende 2026 entstehen und jährlich mehr als eine Milliarde Kilowattstunden grünen Wasserstoff erzeugen. Dieser soll unter anderem in der Industrie und im Schwerlastverkehr eingesetzt werden. Er kann auch über die bestehende Gasinfrastruktur in bestehende Kavernenspeicher gespeichert werden. Eine weitere Pilotanlage zur Erzeugung von Wasserstoff aus erneuerbaren Energien plant der norwegische Energiekonzern Statkraft an seinem Kraftwerksstandort in Emden. Mit einer Leistung von zehn Megawatt sollen dort 200 Kilogramm Wasserstoff pro Stunde erzeugt werden.
Mit dem Neubau der B 210 zwischen der Anschlussstelle Riepe (A 31) und Aurich sowie einer Ortsumgehung für die Stadt Aurich will das Land Niedersachsen die Anbindung des mittelostfriesischen Raumes und der Stadt Aurich an das Autobahnnetz sowie die touristische Erschließung der Region verbessern. Das Vorhaben wird intensiv diskutiert und spaltet Ostfriesland in Gegner und Befürworter. Der Fahrgastverband Pro Bahn, das Nahverkehrsbündnis Niedersachsen und Teile der Politik sprechen sich weiterhin für einen Bahnanschluss für Aurich aus. Auch eine Reaktivierung der Strecke Esens - Norden steht im Raum.

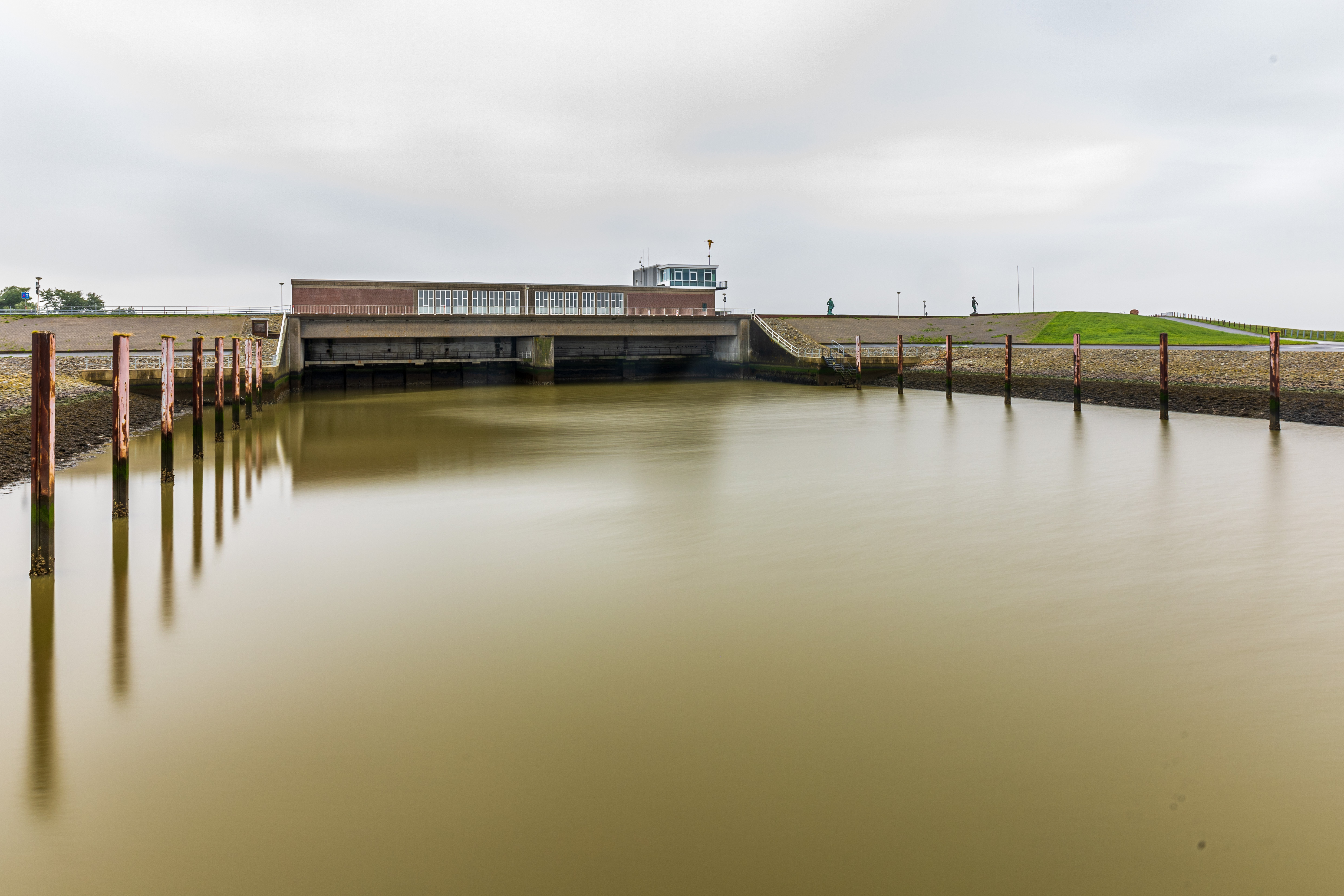
Im Siel und Schöpfwerk Knock muss das Oberflächenwasser aus dem Binnenland wegen des steigenden Wasserstandes der Nordsee immer häufiger aufwändig ins Meer gepumpt werden

Als Küstenregion ist Ostfriesland besonders stark vom Klimawandel betroffen. Dabei sorgt der steigende Meeresspiegel für Probleme im Küstenschutz und der Entwässerung. Während Klimadeiche die Region vor Anstieg des Meeresspiegels schützen sollen, befürchten Experten, dass der Wasserstand der Nordsee um 2060 so hoch ist, dass das überschüssige Wasser aus dem Binnenland nicht mehr von selbst abfließen kann. Dieses müsste dann mit viel Energie und unter hohen Kosten ins Meer gepumpt werden. Problematisch wird auch die  Verteilung des Niederschlags: Im Winter wird es erheblich mehr regnen, im Sommer dagegen weniger. Die daraus folgende Trockenheit könnte Folgen für die Landwirtschaft haben, weshalb das Oberflächenwasser im Sommer in Poldern zwischengespeichert werden soll. Darüber hinaus sollen die Speicher bei Starkregen überschüssiges Wasser aufnehmen und vor Überschwemmungen schützen.

## Forschungseinrichtungen, Archive, Bibliotheken und Museen
Die Ostfriesische Landschaft nimmt im Auftrage ihrer Gebietskörperschaften (den drei ostfriesischen Landkreisen Aurich, Leer und Wittmund sowie die Stadt Emden) und des Landes Niedersachsen zentrale kommunale und dezentrale staatliche Aufgaben auf den Gebieten der Kultur, Wissenschaft und Bildung wahr und betreibt dazu entsprechende Einrichtungen.
Der Standort Aurich des Niedersächsischen Landesarchivs, das für den Raum Ostfriesland zuständig ist, bewahrt Archivmaterial zur ostfriesischen Geschichte. Das Wirtschaftsarchiv Nord-West-Niedersachsen sammelte historisch wertvolles Schriftgut aus dem Wirtschaftsleben der Region. Es ist inzwischen im Wirtschaftsarchiv Niedersachsen aufgegangen. Die Bestände ostfriesischer Firmen aus dem früheren Wirtschaftsarchiv Nord-West-Niedersachsen verwahrt jetzt das Niedersächsische Landesarchiv in Aurich. Die Stadt Emden verfügt über ein Archiv, das als eines der umfassendsten kommunalen Archive Niedersachsens gilt. Die dort aufbewahrten Urkunden, Schriften und Akten reichen bis an das Ende des 15. Jahrhunderts zurück. So findet sich dort unter anderem die Urkunde zur Verleihung des Stadtwappens 1495. Weitere Stadtarchive finden sich in Leer, Wittmund und Norderney.
Die Landschaftsbibliothek ist die größte wissenschaftliche Bibliothek in Ostfriesland. Sie sieht sich selbst der Tradition staatlichen Buchbesitzes in Ostfriesland verpflichtet und leitet daraus den Anspruch ab, ostfriesische Regionalbibliothek zu sein. Die Johannes a Lasco Bibliothek ist eine Fachbibliothek zur Geschichte des Calvinismus in Europa. Das Ostfriesische Landesmuseum ist ein Museum zur Geschichte der Stadt Emden und der Region Ostfriesland und zeigt deren Einbettung in die europäische Geschichte. Zu einzelnen Sonderausstellungen werden Fachkataloge herausgegeben.